# Saison 2012-2013 du Stade toulousain
Pour la saison 2012-2013, le Stade toulousain dispute le Top 14 (dont il est le tenant du titre) la Coupe d'Europe et le Challenge européen.

## Transferts d'inter-saison 2012
Départs
- Nicolas Bézy (Stade français), demi de mêlée/d'ouverture
- Yassin Boutemane (Union Bordeaux-Bègles), pilier
- Yannick Bru (Équipe de France), entraîneur (avants)
- Rupeni Caucaunibuca (US Carcassonne), trois-quarts centre/aile
- Johnson Falefa (SU Agen), pilier
- Jérémy Falip (US Carcassonne), talonneur
- Daan Human (retraite sportive), pilier
- William Servat (retraite sportive), talonneur
- Shaun Sowerby (FC Grenoble), troisième ligne centre
- Nicolas Vergallo (Southern Kings), demi de mêlée

Arrivées
- Gaël Fickou (RC Toulon), trois-quarts centre
- Antoine Guillamon (Lyon OU), pilier
- Yoann Huget (Aviron bayonnais), trois-quarts aile
- Vasil Kakovin (CA Brive), pilier
- William Servat (Stade toulousain), entraîneur (avants)

Jokers médicaux
- Virgile Lacombe (CA Brive), talonneur, pour Jaba Bregvadze
- William Servat (Entraîneur Stade toulousain), talonneur, pour Gary Botha

### Effectif professionnel
L'effectif professionnel (provisoire, non finalisé) de la saison 2012-2013 compte sept joueurs formés au club. Vingt-neuf joueurs internationaux figurent dans l'équipe dont dix-neuf Français, et chacun des postes de l'équipe de France (à l'exception d'un pilier) pourrait être occupé par un joueur toulousain. Tous ces joueurs, à l'exception de Jaba Bregvadze, blessé pour une longue durée, sont retenus ainsi que les espoirs Edwin Maka et Jean-Bernard Pujol dans le groupe appelé à disputer la Coupe d'Europe 2012-2013.
- Note : Les sélections sont à jour au début de la saison 2012-2013.

| Nom                  | Poste                                | Date de naissance | Nationalité sportive | Sélections (PM) | Club précédent       | Année d'arrivée au club | Âge d'arrivée au club |
| -------------------- | ------------------------------------ | ----------------- | -------------------- | --------------- | -------------------- | ----------------------- | --------------------- |
| Gary Botha           | Talonneur                            | 12 octobre 1981   | Afrique du Sud       | 12 (0)          | Bulls                | 2011                    | 30 ans                |
| Jaba Bregvadze       | Talonneur                            | 23 avril 1987     | Géorgie              | 17 (5)          | Army Tbilissi        | 2012                    | 24 ans                |
| Virgile Lacombe      | Talonneur                            | 7 juillet 1984    | France               | France -21      | CA Brive             | 2012                    | 28 ans                |
| William Servat       | Talonneur                            | 9 février 1978    | France               | 49 (10)         | Formé au club        | 1994                    | 16 ans                |
| Christopher Tolofua  | Talonneur                            | 31 décembre 1993  | France               | 2 (0)           | Formé au club        | 2007                    | 13 ans                |
| Antoine Guillamon    | Pilier                               | 4 juin 1991       | France               | France -20      | Lyon OU              | 2012                    | 21 ans                |
| Census Johnston      | Pilier                               | 6 mai 1981        | Samoa                | 34 (20)         | Saracens             | 2009                    | 28 ans                |
| Vasil Kakovin        | Pilier                               | 1er décembre 1989 | Géorgie              | 13 (0)          | CA Brive             | 2012                    | 22 ans                |
| Yohan Montès         | Pilier                               | 7 février 1985    | France               | France -21      | Stade français Paris | 2007                    | 22 ans                |
| Jean-Baptiste Poux   | Pilier                               | 26 juin 1979      | France               | 42 (15)         | RC Narbonne          | 2002                    | 22 ans                |
| Gurthrö Steenkamp    | Pilier                               | 12 juin 1981      | Afrique du Sud       | 38 (30)         | Bulls                | 2011                    | 30 ans                |
| Patricio Albacete    | Deuxième ligne                       | 9 décembre 1981   | Argentine            | 46 (5)          | Section paloise      | 2006                    | 25 ans                |
| Russlan Boukerou     | Deuxième ligne                       | 16 décembre 1989  | France               | France -20      | Formé au club        | 2006                    | 17 ans                |
| Yoann Maestri        | Deuxième ligne                       | 14 janvier 1988   | France               | 5 (0)           | RC Toulon            | 2009                    | 21 ans                |
| Romain Millo-Chluski | Deuxième ligne                       | 20 avril 1983     | France               | 18 (0)          | Formé au club        | 2002                    | 19 ans                |
| Grégory Lamboley     | Deuxième ligne, Troisième ligne aile | 12 janvier 1982   | France               | 14 (5)          | Formé au club        | 2000                    | 18 ans                |
| Jean Bouilhou        | Troisième ligne aile                 | 7 décembre 1978   | France               | 2 (0)           | Section paloise      | 1999                    | 21 ans                |
| Thierry Dusautoir    | Troisième ligne aile                 | 18 novembre 1981  | France               | 54 (30)         | Biarritz olympique   | 2006                    | 25 ans                |
| Sylvain Nicolas      | Troisième ligne aile                 | 21 juin 1987      | France               | France A        | CS Bourgoin-Jallieu  | 2010                    | 22 ans                |
| Yannick Nyanga       | Troisième ligne aile                 | 19 décembre 1983  | France               | 25 (20)         | AS Béziers           | 2005                    | 22 ans                |
| Gillian Galan        | Troisième ligne centre               | 7 août 1991       | France               | France -20      | Formé au club        | 2007                    | 16 ans                |
| Louis Picamoles      | Troisième ligne centre               | 5 février 1986    | France               | 26 (5)          | Montpellier HR       | 2009                    | 23 ans                |
| Luke Burgess         | Demi de mêlée                        | 20 août 1983      | Australie            | 36 (5)          | Waratahs             | 2011                    | 28 ans                |
| Jean-Marc Doussain   | Demi de mêlée, Demi d'ouverture      | 12 février 1991   | France               | 1 (0)           | Formé au club        | 2007                    | 17 ans                |
| Lionel Beauxis       | Demi d'ouverture                     | 24 octobre 1985   | France               | 20 (125)        | Stade français Paris | 2011                    | 26 ans                |
| Luke McAlister       | Demi d'ouverture, Centre             | 28 août 1983      | Nouvelle-Zélande     | 30 (153)        | Blues                | 2011                    | 27 ans                |
| Yann David           | Centre                               | 15 avril 1988     | France               | 4 (0)           | CS Bourgoin-Jallieu  | 2009                    | 21 ans                |
| Gaël Fickou          | Centre                               | 26 mars 1994      | France               | France -20      | Formé au club        | 2012                    | 18 ans                |
| Florian Fritz        | Centre                               | 17 janvier 1984   | France               | 19 (21)         | CS Bourgoin-Jallieu  | 2004                    | 20 ans                |
| Yannick Jauzion      | Centre                               | 28 juillet 1978   | France               | 73 (103)        | US Colomiers         | 2002                    | 24 ans                |
| Vincent Clerc        | Ailier                               | 7 mai 1981        | France               | 61 (180)        | FC Grenoble          | 2002                    | 21 ans                |
| Yves Donguy          | Ailier                               | 1er janvier 1982  | France               | France A        | CA Brive             | 2007                    | 25 ans                |
| Yoann Huget          | Ailier                               | 2 juin 1987       | France               | 9 (10)          | Bayonne              | 2012                    | 25 ans                |
| Timoci Matanavu      | Ailier                               | 8 juillet 1984    | Fidji                | Fidji Sevens    | Stade montois        | 2011                    | 26 ans                |
| Maxime Médard        | Arrière, Ailier                      | 16 novembre 1986  | France               | 31 (53)         | Formé au club        | 2004                    | 18 ans                |
| Clément Poitrenaud   | Arrière, Centre                      | 20 mai 1982       | France               | 47 (35)         | Formé au club        | 1988                    | 6 ans                 |

## Joueurs Espoirs appelés en équipe première
| Nom                | Poste            | Naissance  | Nationalité sportive | Titularisations avec les pros | Apparitions sur le banc pro | Points marqués avec les pros |
| David Tarroque     | Pilier           | 08/04/1990 | France               | 0                             | 0                           | 0                            |
| Jean-Rémy Tourreau | Pilier           | 20/07/1990 | France               | 0                             | 0                           | 0                            |
| Cyril Baille       | Pilier           | 15/09/1993 | France               | 0                             | 1                           | 0                            |
| Cyril Deligny      | Talonneur        | 22/06/1992 | France               | 0                             | 0                           | 0                            |
| Kévin Firmin       | Talonneur        | 20/04/1992 | France               | 0                             | 0                           | 0                            |
| Bastien Chalureau  | Deuxième ligne   | 13/02/1992 | France               | 0                             | 0                           | 0                            |
| Victor Moreaux     | Deuxième ligne   | 19/09/1993 | France               | 0                             | 0                           | 0                            |
| Pierre Maurens     | Deuxième ligne   | 03/11/1992 | France               | 0                             | 0                           | 0                            |
| Fabien Charmasson  | Deuxième ligne   | 29/07/1994 | France               | 0                             | 0                           | 0                            |
| Karl Château       | Troisième ligne  | 15/06/1992 | France               | 0                             | 0                           | 0                            |
| François Cros      | Troisième ligne  | 25/03/1994 | France               | 0                             | 0                           | 0                            |
| Edwin Maka         | Troisième ligne  | 25/02/1993 | Tonga                | 2                             | 4                           | 10                           |
| Clément Vernesoul  | Demi de mêlée    | 23/08/1993 | France               | 0                             | 0                           | 0                            |
| Sébastien Bézy     | Demi de mêlée    | 22/11/1991 | France               | 1                             | 0                           | 11                           |
| François Bouvier   | Demi d'ouverture | 29/08/1994 | France               | 0                             | 0                           | 0                            |
| Lucas Condou       | Demi d'ouverture | 13/09/1993 | France               | 0                             | 0                           | 0                            |
| Maxime Payen       | Allier           | 26/02/1992 | France               | 0                             | 0                           | 0                            |
| Cyril André        | 3/4 centre       | 09/07/1993 | France               | 0                             | 0                           | 0                            |
| Alex Luatua        | 3/4 centre       | 14/05/1992 | France               | 0                             | 0                           | 0                            |
| Jean-Bernard Pujol | Arrière          | 11/04/1992 | France               | 0                             | 1                           | 0                            |
| Thomas Bouyxou     | Arrière          | 23/07/1994 | France               | 0                             | 0                           | 0                            |

## Déroulement de la saison

### Calendrier
| Date du match      | Domicile              | Extérieur             | Score (bonus) | Lieu du match              | Catégorie                   | Classement |
| 27 juillet 2012    | USA Perpignan         | Stade toulousain      | 24 - 25       | Stade Aimé-Giral           | Amical                      | -          |
| 3 août 2012        | CA Brive              | Stade toulousain      | 20 - 22       | Pompadour                  | Amical                      | -          |
| 9 août 2012        | Stade toulousain      | Racing Métro 92       | 27 - 21       | Stade de la Méditerranée   | Amical                      | -          |
| 17 août 2012       | Stade toulousain      | Castres olympique     | 23 - 22 (BD)  | Stade Ernest-Wallon        | 1re journée de Top 14       | 6e         |
| 25 août 2012       | Stade toulousain      | Stade montois         | (BO) 37 - 22  | Stade Ernest-Wallon        | 2e journée de Top 14        | 2e         |
| 1er septembre 2012 | Biarritz olympique    | Stade toulousain      | 22 - 17 (BD)  | Parc des sports d'Aguiléra | 3e journée de Top 14        | 4e         |
| 8 septembre 2012   | Stade toulousain      | SU Agen               | (BO) 62 - 13  | Stade Ernest-Wallon        | 4e journée de Top 14        | 3e         |
| 15 septembre 2012  | USA Perpignan         | Stade toulousain      | (BO) 34 - 20  | Stade Montjuic             | 5e journée de Top 14        | 4e         |
| 21 septembre 2012  | Aviron bayonnais      | Stade toulousain      | 6 - 35 (BO)   | Stade Jean-Dauger          | 6e journée de Top 14        | 3e         |
| 28 septembre 2012  | Stade toulousain      | RC Toulon             | 32 - 9        | Stadium                    | 7e journée de Top 14        | 3e         |
| 5 octobre 2012     | Union Bordeaux Bègles | Stade toulousain      | (BD) 32 - 34  | Stade Chaban-Delmas        | 8e journée de Top 14        | 2e         |
| 14 octobre 2012    | Stade toulousain      | Leicester Tigers      | 23 - 9        | Stadium                    | 1re journée de H Cup        | 2e         |
| 20 octobre 2012    | Benetton Rugby        | Stade toulousain      | 21 - 33       | Stadio Comunale di Monigo  | 2e journée de H Cup         | 1er        |
| 27 octobre 2012    | Stade français Paris  | Stade toulousain      | 28 - 24 (BD)  | Stade de France            | 9e journée de Top 14        | 3e         |
| 1er novembre 2012  | Stade toulousain      | Racing Métro 92       | (BO) 32 - 13  | Stade Ernest-Wallon        | 10e journée de Top 14       | 3e         |
| 9 novembre 2012    | Stade toulousain      | Montpellier HR        | 27 - 9        | Stade Ernest-Wallon        | 11e journée de Top 14       | 3e         |
| 1er décembre 2012  | Stade toulousain      | ASM Clermont Auvergne | 30 - 22       | Stadium                    | 12e journée de Top 14       | 2e         |
| 8 décembre 2012    | Stade toulousain      | Ospreys               | (BO) 30 - 14  | Stade Ernest-Wallon        | 3e journée de H Cup         | 1er        |
| 15 décembre 2012   | Ospreys               | Stade toulousain      | 17 - 6        | Liberty Stadium            | 4e journée de H Cup         | 2e         |
| 22 décembre 2012   | FC Grenoble           | Stade toulousain      | 15 - 6        | Stade des Alpes            | 13e journée de Top 14       | 3e         |
| 30 décembre 2012   | Castres olympique     | Stade toulousain      | (BD) 16 - 18  | Stade Pierre-Antoine       | 14e journée de Top 14       | 3e         |
| 5 janvier 2013     | Stade montois         | Stade toulousain      | (BD) 12 - 16  | Stade Guy-Boniface         | 15e journée de Top 14       | 3e         |
| 13 janvier 2013    | Stade toulousain      | Benetton Rugby        | (BO) 35 - 14  | Stade Ernest-Wallon        | 5e journée de H Cup         | 1er        |
| 20 janvier 2013    | Leicester Tigers      | Stade toulousain      | 9- 5 (BD)     | Welford Road Stadium       | 6e journée de H Cup         | 2e         |
| 25 janvier 2013    | Stade toulousain      | Biarritz olympique    | 19 - 14 (BD)  | Stade Ernest-Wallon        | 16e journée de Top 14       | 2e         |
| 9 février 2013     | SU Agen               | Stade toulousain      | 22- 9         | Stade Armandie             | 17e journée de Top 14       | 3e         |
| 15 février 2013    | Stade toulousain      | USA Perpignan         | (BD) 18 - 19  | Stade Ernest-Wallon        | 18e journée de Top 14       | 3e         |
| 23 février 2013    | Stade toulousain      | Aviron bayonnais      | (BO) 42 - 6   | Stade Ernest-Wallon        | 19e journée de Top 14       | 3e         |
| 2 mars 2013        | RC Toulon             | Stade toulousain      | 35 - 16       | Stade Mayol                | 20e journée de Top 14       | 3e         |
| 9 mars 2013        | Stade toulousain      | Union Bordeaux Bègles | 33 - 32 (BD)  | Stade Ernest-Wallon        | 21e journée de Top 14       | 3e         |
| 24 mars 2013       | Stade toulousain      | Stade français Paris  | (BO) 43 - 16  | Stade Ernest-Wallon        | 22e journée de Top 14       | 3e         |
| 30 mars 2013       | Racing Métro 92       | Stade toulousain      | (BD) 26 - 27  | Stade de France            | 23e journée de Top 14       | 3e         |
| 5 avril 2013       | USA Perpignan         | Stade toulousain      | 30 - 19       | Stade Aimé-Giral           | Quart de finale d'Amlin Cup | Éliminé    |
| 13 avril 2013      | Montpellier HR        | Stade toulousain      | 10 - 8 (BD)   | Stade Yves-du-Manoir       | 24e journée de Top 14       | 3e         |
| 20 avril 2013      | ASM Clermont Auvergne | Stade toulousain      | 39 - 17       | Stade Marcel-Michelin      | 25e journée de Top 14       | 3e         |
| 4 mai 2013         | Stade toulousain      | FC Grenoble           | (BO) 57 - 7   | Stade Ernest-Wallon        | 26e journée de Top 14       | 3e         |
| 10 mai 2013        | Stade toulousain      | Racing Métro 92       | 33 - 19       | Stadium                    | Match de barrage de Top 14  | Qualifié   |
| 24 mai 2013        | Stade toulousain      | RC Toulon             | 9 - 24        | Stade de la Beaujoire      | Demi-finale de Top 14       | Éliminé    |

## Statistiques

### Statistiques collectives
| Rang | Club                  | J  | V  | N | D  | Em | Ee | Bo | Bd | Pm  | Pe  | Diff | Pts |
| ---- | --------------------- | -- | -- | - | -- | -- | -- | -- | -- | --- | --- | ---- | --- |
| 1    | ASM Clermont          | 26 | 19 | 1 | 6  | 81 | 32 | 8  | 5  | 779 | 418 | +361 | 91  |
| 2    | RC Toulon             | 26 | 18 | 1 | 7  | 69 | 33 | 11 | 5  | 779 | 456 | +323 | 90  |
| 3    | Stade toulousain      | 26 | 17 | 0 | 9  | 67 | 37 | 7  | 4  | 702 | 501 | +201 | 79  |
| 4    | Castres olympique     | 26 | 15 | 2 | 9  | 49 | 33 | 4  | 6  | 599 | 489 | +110 | 74  |
| 5    | Montpellier HR        | 26 | 16 | 0 | 10 | 52 | 38 | 5  | 4  | 570 | 520 | +50  | 73  |
| 6    | Racing 92             | 26 | 16 | 0 | 10 | 32 | 28 | 2  | 7  | 512 | 431 | +81  | 73  |
| 7    | USA Perpignan         | 26 | 13 | 0 | 13 | 50 | 48 | 2  | 7  | 593 | 607 | -14  | 61  |
| 8    | Aviron bayonnais      | 26 | 12 | 1 | 13 | 32 | 54 | 1  | 6  | 467 | 609 | -142 | 57  |
| 9    | Biarritz olympique    | 26 | 12 | 1 | 13 | 36 | 40 | 2  | 5  | 505 | 540 | -35  | 57  |
| 10   | Stade français Paris  | 26 | 12 | 1 | 13 | 42 | 60 | 2  | 2  | 578 | 691 | -113 | 54  |
| 11   | FC Grenoble (P)       | 26 | 12 | 0 | 14 | 37 | 60 | 1  | 5  | 480 | 606 | -126 | 54  |
| 12   | Union Bordeaux Bègles | 26 | 8  | 1 | 17 | 51 | 44 | 4  | 9  | 561 | 584 | -23  | 47  |
| 13   | SU Agen               | 26 | 6  | 0 | 20 | 33 | 67 | 0  | 7  | 423 | 709 | -286 | 31  |
| 14   | Stade montois (P)     | 26 | 2  | 0 | 24 | 22 | 79 | 1  | 7  | 374 | 761 | -387 | 16  |

T = Tenant du titre
P = Promu
| Rang | Équipe           | J | V | N | D | Em | Ee | Bo | Bd | Pm  | Pe  | Diff | Pts |
| ---- | ---------------- | - | - | - | - | -- | -- | -- | -- | --- | --- | ---- | --- |
| 1    | Leicester Tigers | 6 | 4 | 1 | 1 | 13 | 9  | 2  | 0  | 119 | 103 | +16  | 20  |
| 2    | Stade toulousain | 6 | 4 | 0 | 2 | 15 | 4  | 2  | 1  | 132 | 84  | +48  | 19  |
| 3    | Ospreys          | 6 | 2 | 1 | 3 | 11 | 15 | 1  | 1  | 120 | 124 | -4   | 12  |
| 4    | Benetton Trévise | 6 | 1 | 0 | 5 | 9  | 20 | 0  | 1  | 107 | 167 | -60  | 5   |

### Statistiques individuelles
Nota : les différents sigles signifient : TJ = temps de jeu, Tit. = titulaire, Rem. = remplaçant, E = essai, T = transformation, P = pénalité, D = drop, CJ = carton jaune, CR = carton rouge
| Joueur / Épreuve     | Poste                     | Top 14 | Top 14 | Top 14 | Top 14 | Top 14 | Top 14 | Top 14 | Top 14 | Top 14 | - | Coupe d'Europe | Coupe d'Europe | Coupe d'Europe | Coupe d'Europe | Coupe d'Europe | Coupe d'Europe | Coupe d'Europe | Coupe d'Europe | Coupe d'Europe | - | Amlin Cup | Amlin Cup | Amlin Cup | Amlin Cup | Amlin Cup | Amlin Cup | Amlin Cup | Amlin Cup | Amlin Cup | - | TOTAL | TOTAL | TOTAL | TOTAL | TOTAL | TOTAL | TOTAL | TOTAL | TOTAL |
| Joueur / Épreuve     | Poste                     | TJ     | Tit.   | Rem.   | E      | T      | P      | D      | CJ     | CR     | - | TJ             | Tit.           | Rem.           | E              | T              | P              | D              | CJ             | CR             | - | TJ        | Tit.      | Rem.      | E         | T         | P         | D         | CJ        | CR        | - | TJ    | Tit.  | Rem.  | E     | T     | P     | D     | CJ    | CR    |
| Patricio Albacete    | 2e ligne                  | 1010   | 13     | 0      | 0      | 0      | 0      | 0      | 1      | 0      | - | 101            | 1              | 1              | 0              | 0              | 0              | 0              | 0              | 0              | - | 0         | 0         | 0         | 0         | 0         | 0         | 0         | 0         | 0         | - | 0     | 0     | 0     | 0     | 0     | 0     | 0     | 0     | 0     |
| Cyril Baille         | Pilier                    | 20     | 0      | 1      | 0      | 0      | 0      | 0      | 0      | 0      | - | 0              | 0              | 0              | 0              | 0              | 0              | 0              | 0              | 0              | - | 0         | 0         | 0         | 0         | 0         | 0         | 0         | 0         | 0         | - | 0     | 0     | 0     | 0     | 0     | 0     | 0     | 0     | 0     |
| Lionel Beauxis       | Demi d'ouverture          | 981    | 10     | 11     | 0      | 22     | 38     | 2      | 0      | 0      | - | 0              | 0              | 0              | 0              | 0              | 0              | 0              | 0              | 0              | - | 0         | 0         | 0         | 0         | 0         | 0         | 0         | 0         | 0         | - | 0     | 0     | 0     | 0     | 0     | 0     | 0     | 0     | 0     |
| Sébastien Bézy       | Demi d'ouverture          | 75     | 1      | 0      | 0      | 1      | 2      | 1      | 0      | 0      | - | 0              | 0              | 0              | 0              | 0              | 0              | 0              | 0              | 0              | - | 0         | 0         | 0         | 0         | 0         | 0         | 0         | 0         | 0         | - | 0     | 0     | 0     | 0     | 0     | 0     | 0     | 0     | 0     |
| Gary Botha           | Talonneur                 | 437    | 7      | 6      | 1      | 0      | 0      | 0      | 0      | 0      | - | 92             | 1              | 1              | 0              | 0              | 0              | 0              | 0              | 0              | - | 0         | 0         | 0         | 0         | 0         | 0         | 0         | 0         | 0         | - | 0     | 0     | 0     | 0     | 0     | 0     | 0     | 0     | 0     |
| Jean Bouilhou        | 2e/3e ligne               | 1390   | 17     | 6      | 2      | 0      | 0      | 0      | 1      | 0      | - | 69             | 1              | 1              | 0              | 0              | 0              | 0              | 0              | 0              | - | 0         | 0         | 0         | 0         | 0         | 0         | 0         | 0         | 0         | - | 0     | 0     | 0     | 0     | 0     | 0     | 0     | 0     | 0     |
| Russlan Boukerou     | 2e ligne                  | 70     | 1      | 3      | 0      | 0      | 0      | 0      | 0      | 0      | - | 0              | 0              | 0              | 0              | 0              | 0              | 0              | 0              | 0              | - | 0         | 0         | 0         | 0         | 0         | 0         | 0         | 0         | 0         | - | 0     | 0     | 0     | 0     | 0     | 0     | 0     | 0     | 0     |
| Jaba Bregvadze       | Talonneur                 | 291    | 3      | 8      | 1      | 0      | 0      | 0      | 0      | 0      | - | 0              | 0              | 0              | 0              | 0              | 0              | 0              | 0              | 0              | - | 0         | 0         | 0         | 0         | 0         | 0         | 0         | 0         | 0         | - | 0     | 0     | 0     | 0     | 0     | 0     | 0     | 0     | 0     |
| Luke Burgess         | Demi de mêlée             | 938    | 13     | 14     | 1      | 0      | 0      | 0      | 0      | 0      | - | 21             | 0              | 2              | 0              | 0              | 0              | 0              | 0              | 0              | - | 0         | 0         | 0         | 0         | 0         | 0         | 0         | 0         | 0         | - | 0     | 0     | 0     | 0     | 0     | 0     | 0     | 0     | 0     |
| Vincent Clerc        | 3/4 aile                  | 1259   | 17     | 0      | 9      | 0      | 0      | 0      | 1      | 0      | - | 160            | 2              | 0              | 1              | 0              | 0              | 0              | 1              | 0              | - | 0         | 0         | 0         | 0         | 0         | 0         | 0         | 0         | 0         | - | 0     | 0     | 0     | 0     | 0     | 0     | 0     | 0     | 0     |
| Yann David           | 3/4 centre                | 731    | 11     | 3      | 1      | 0      | 0      | 0      | 0      | 0      | - | 0              | 0              | 0              | 0              | 0              | 0              | 0              | 0              | 0              | - | 0         | 0         | 0         | 0         | 0         | 0         | 0         | 0         | 0         | - | 0     | 0     | 0     | 0     | 0     | 0     | 0     | 0     | 0     |
| Yves Donguy          | 3/4 aile                  | 409    | 4      | 2      | 1      | 0      | 0      | 0      | 0      | 0      | - | 0              | 0              | 0              | 0              | 0              | 0              | 0              | 0              | 0              | - | 0         | 0         | 0         | 0         | 0         | 0         | 0         | 0         | 0         | - | 0     | 0     | 0     | 0     | 0     | 0     | 0     | 0     | 0     |
| Jean-Marc Doussain   | Demi de mêlée/d'ouverture | 1260   | 16     | 11     | 1      | 1      | 2      | 0      | 0      | 0      | - | 152            | 2              | 0              | 0              | 0              | 0              | 0              | 0              | 0              | - | 0         | 0         | 0         | 0         | 0         | 0         | 0         | 0         | 0         | - | 0     | 0     | 0     | 0     | 0     | 0     | 0     | 0     | 0     |
| Thierry Dusautoir    | 3e ligne                  | 1024   | 13     | 3      | 2      | 0      | 0      | 0      | 0      | 0      | - | 141            | 2              | 0              | 0              | 0              | 0              | 0              | 0              | 0              | - | 0         | 0         | 0         | 0         | 0         | 0         | 0         | 0         | 0         | - | 0     | 0     | 0     | 0     | 0     | 0     | 0     | 0     | 0     |
| Gaël Fickou          | 3/4 centre                | 1251   | 16     | 4      | 5      | 0      | 0      | 0      | 0      | 0      | - | 160            | 2              | 0              | 1              | 0              | 0              | 0              | 0              | 0              | - | 0         | 0         | 0         | 0         | 0         | 0         | 0         | 0         | 0         | - | 0     | 0     | 0     | 0     | 0     | 0     | 0     | 0     | 0     |
| Florian Fritz        | 3/4 centre                | 901    | 11     | 2      | 1      | 0      | 1      | 0      | 1      | 0      | - | 160            | 2              | 0              | 0              | 0              | 0              | 0              | 0              | 0              | - | 0         | 0         | 0         | 0         | 0         | 0         | 0         | 0         | 0         | - | 0     | 0     | 0     | 0     | 0     | 0     | 0     | 0     | 0     |
| Gillian Galan        | 3e ligne                  | 846    | 14     | 3      | 2      | 0      | 0      | 0      | 0      | 0      | - | 0              | 0              | 0              | 0              | 0              | 0              | 0              | 0              | 0              | - | 0         | 0         | 0         | 0         | 0         | 0         | 0         | 0         | 0         | - | 0     | 0     | 0     | 0     | 0     | 0     | 0     | 0     | 0     |
| Antoine Guillamon    | Pilier                    | 155    | 1      | 5      | 0      | 0      | 0      | 0      | 0      | 0      | - | 4              | 0              | 1              | 0              | 0              | 0              | 0              | 0              | 0              | - | 0         | 0         | 0         | 0         | 0         | 0         | 0         | 0         | 0         | - | 0     | 0     | 0     | 0     | 0     | 0     | 0     | 0     | 0     |
| Yoann Huget          | Ailier                    | 1418   | 19     | 2      | 6      | 0      | 0      | 0      | 1      | 0      | - | 156            | 2              | 0              | 0              | 0              | 0              | 0              | 0              | 0              | - | 0         | 0         | 0         | 0         | 0         | 0         | 0         | 0         | 0         | - | 0     | 0     | 0     | 0     | 0     | 0     | 0     | 0     | 0     |
| Yannick Jauzion      | 3/4 centre                | 987    | 13     | 7      | 1      | 0      | 0      | 0      | 0      | 0      | - | 0              | 0              | 0              | 0              | 0              | 0              | 0              | 0              | 0              | - | 0         | 0         | 0         | 0         | 0         | 0         | 0         | 0         | 0         | - | 0     | 0     | 0     | 0     | 0     | 0     | 0     | 0     | 0     |
| Census Johnston      | Pilier                    | 1460   | 19     | 7      | 1      | 0      | 0      | 0      | 3      | 0      | - | 114            | 1              | 1              | 0              | 0              | 0              | 0              | 0              | 0              | - | 0         | 0         | 0         | 0         | 0         | 0         | 0         | 0         | 0         | - | 0     | 0     | 0     | 0     | 0     | 0     | 0     | 0     | 0     |
| Vasil Kakovin        | Pilier                    | 475    | 8      | 7      | 0      | 0      | 0      | 0      | 0      | 0      | - | 0              | 0              | 0              | 0              | 0              | 0              | 0              | 0              | 0              | - | 0         | 0         | 0         | 0         | 0         | 0         | 0         | 0         | 0         | - | 0     | 0     | 0     | 0     | 0     | 0     | 0     | 0     | 0     |
| Virgile Lacombe      | Talonneur                 | 185    | 0      | 7      | 1      | 0      | 0      | 0      | 1      | 0      | - | 0              | 0              | 0              | 0              | 0              | 0              | 0              | 0              | 0              | - | 0         | 0         | 0         | 0         | 0         | 0         | 0         | 0         | 0         | - | 0     | 0     | 0     | 0     | 0     | 0     | 0     | 0     | 0     |
| Grégory Lamboley     | 2e/3e ligne               | 948    | 11     | 11     | 1      | 0      | 0      | 0      | 1      | 0      | - | 27             | 0              | 2              | 0              | 0              | 0              | 0              | 0              | 0              | - | 0         | 0         | 0         | 0         | 0         | 0         | 0         | 0         | 0         | - | 0     | 0     | 0     | 0     | 0     | 0     | 0     | 0     | 0     |
| Yoann Maestri        | 2e ligne                  | 1281   | 17     | 4      | 1      | 0      | 0      | 0      | 0      | 0      | - | 118            | 1              | 1              | 0              | 0              | 0              | 0              | 0              | 0              | - | 0         | 0         | 0         | 0         | 0         | 0         | 0         | 0         | 0         | - | 0     | 0     | 0     | 0     | 0     | 0     | 0     | 0     | 0     |
| Edwin Maka           | 2e ligne                  | 480    | 5      | 11     | 3      | 0      | 0      | 0      | 0      | 0      | - | 0              | 0              | 0              | 0              | 0              | 0              | 0              | 0              | 0              | - | 0         | 0         | 0         | 0         | 0         | 0         | 0         | 0         | 0         | - | 0     | 0     | 0     | 0     | 0     | 0     | 0     | 0     | 0     |
| Timoci Matanavou     | Ailier                    | 913    | 12     | 2      | 8      | 0      | 0      | 0      | 0      | 0      | - | 46             | 1              | 1              | 0              | 0              | 0              | 0              | 0              | 0              | - | 0         | 0         | 0         | 0         | 0         | 0         | 0         | 0         | 0         | - | 0     | 0     | 0     | 0     | 0     | 0     | 0     | 0     | 0     |
| Luke McAlister       | Demi d'ouverture          | 1234   | 18     | 3      | 3      | 33     | 47     | 0      | 0      | 0      | - | 160            | 2              | 0              | 3              | 10             | 0              | 0              | 0              | 0              | - | 0         | 0         | 0         | 0         | 0         | 0         | 0         | 0         | 0         | - | 0     | 0     | 0     | 0     | 0     | 0     | 0     | 0     | 0     |
| Maxime Médard        | Arrière/3/4 aile          | 949    | 12     | 3      | 3      | 0      | 0      | 0      | 1      | 0      | - | 0              | 0              | 0              | 0              | 0              | 0              | 0              | 0              | 0              | - | 0         | 0         | 0         | 0         | 0         | 0         | 0         | 0         | 0         | - | 0     | 0     | 0     | 0     | 0     | 0     | 0     | 0     | 0     |
| Romain Millo-Chluski | 2e ligne                  | 1132   | 15     | 9      | 0      | 0      | 0      | 0      | 0      | 0      | - | 101            | 2              | 0              | 0              | 0              | 0              | 0              | 0              | 0              | - | 0         | 0         | 0         | 0         | 0         | 0         | 0         | 0         | 0         | - | 0     | 0     | 0     | 0     | 0     | 0     | 0     | 0     | 0     |
| Yohan Montès         | Pilier                    | 513    | 6      | 13     | 0      | 0      | 0      | 0      | 0      | 0      | - | 42             | 1              | 0              | 0              | 0              | 0              | 0              | 0              | 0              | - | 0         | 0         | 0         | 0         | 0         | 0         | 0         | 0         | 0         | - | 0     | 0     | 0     | 0     | 0     | 0     | 0     | 0     | 0     |
| Sylvain Nicolas      | 3e ligne                  | 441    | 4      | 4      | 0      | 0      | 0      | 0      | 0      | 0      | - | 0              | 0              | 0              | 0              | 0              | 0              | 0              | 0              | 0              | - | 0         | 0         | 0         | 0         | 0         | 0         | 0         | 0         | 0         | - | 0     | 0     | 0     | 0     | 0     | 0     | 0     | 0     | 0     |
| Yannick Nyanga       | 3e ligne                  | 1044   | 15     | 7      | 3      | 0      | 0      | 0      | 0      | 0      | - | 91             | 1              | 1              | 0              | 0              | 0              | 0              | 0              | 0              | - | 0         | 0         | 0         | 0         | 0         | 0         | 0         | 0         | 0         | - | 0     | 0     | 0     | 0     | 0     | 0     | 0     | 0     | 0     |
| Louis Picamoles      | 3e ligne                  | 1136   | 15     | 4      | 6      | 0      | 0      | 0      | 2      | 0      | - | 139            | 2              | 0              | 1              | 0              | 0              | 0              | 0              | 0              | - | 0         | 0         | 0         | 0         | 0         | 0         | 0         | 0         | 0         | - | 0     | 0     | 0     | 0     | 0     | 0     | 0     | 0     | 0     |
| Clément Poitrenaud   | Arrière/3/4 centre        | 1685   | 22     | 2      | 0      | 0      | 0      | 0      | 0      | 0      | - | 118            | 1              | 1              | 0              | 0              | 0              | 0              | 0              | 0              | - | 0         | 0         | 0         | 0         | 0         | 0         | 0         | 0         | 0         | - | 0     | 0     | 0     | 0     | 0     | 0     | 0     | 0     | 0     |
| Jean-Baptiste Poux   | Pilier                    | 523    | 6      | 12     | 1      | 0      | 0      | 0      | 1      | 0      | - | 74             | 1              | 1              | 0              | 0              | 0              | 0              | 0              | 0              | - | 0         | 0         | 0         | 0         | 0         | 0         | 0         | 0         | 0         | - | 0     | 0     | 0     | 0     | 0     | 0     | 0     | 0     | 0     |
| William Servat       | Talonneur                 | 101    | 2      | 0      | 0      | 0      | 0      | 0      | 0      | 0      | - | 0              | 0              | 0              | 0              | 0              | 0              | 0              | 0              | 0              | - | 0         | 0         | 0         | 0         | 0         | 0         | 0         | 0         | 0         | - | 0     | 0     | 0     | 0     | 0     | 0     | 0     | 0     | 0     |
| Gurthrö Steenkamp    | Pilier                    | 1267   | 16     | 10     | 0      | 0      | 0      | 0      | 0      | 0      | - | 86             | 1              | 1              | 0              | 0              | 0              | 0              | 1              | 0              | - | 0         | 0         | 0         | 0         | 0         | 0         | 0         | 0         | 0         | - | 0     | 0     | 0     | 0     | 0     | 0     | 0     | 0     | 0     |
| Christopher Tolofua  | Talonneur                 | 439    | 6      | 4      | 0      | 0      | 0      | 0      | 0      | 0      | - | 68             | 1              | 1              | 0              | 0              | 0              | 0              | 2              | 1              | - | 0         | 0         | 0         | 0         | 0         | 0         | 0         | 0         | 0         | - | 0     | 0     | 0     | 0     | 0     | 0     | 0     | 0     | 0     |

## Statistiques Top 14

### Meilleur réalisateur

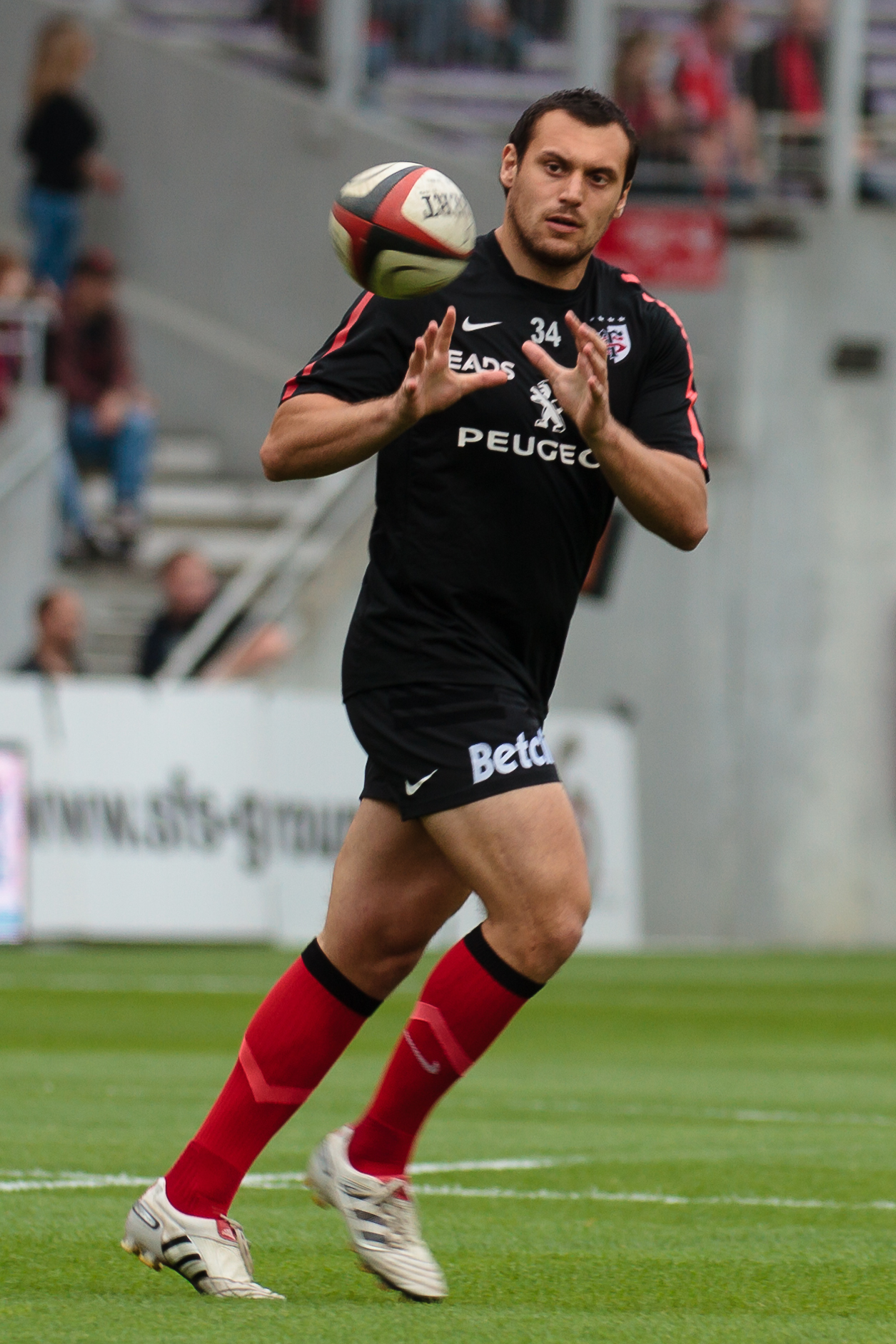
Lionel Beauxis

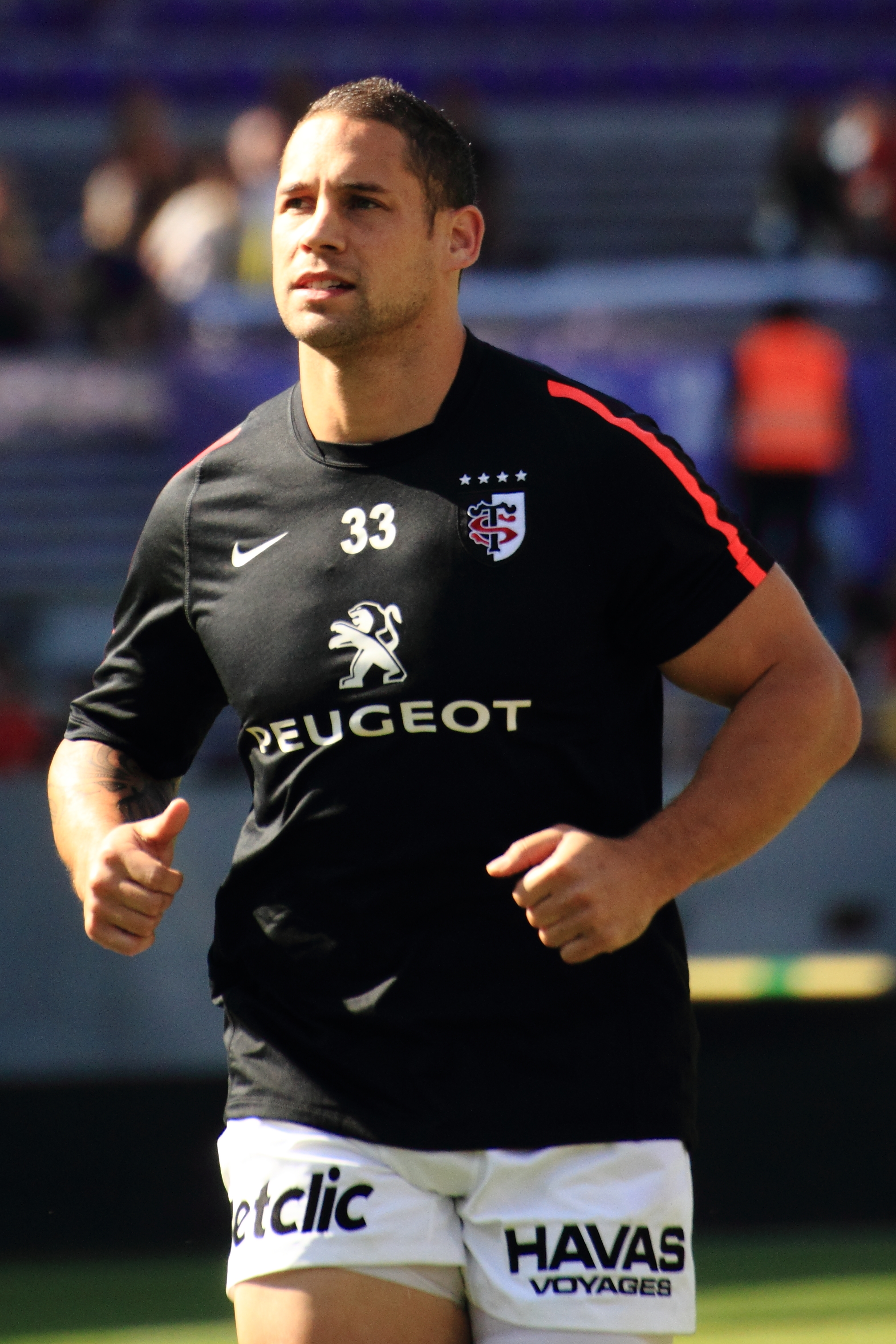
Luke McAlister
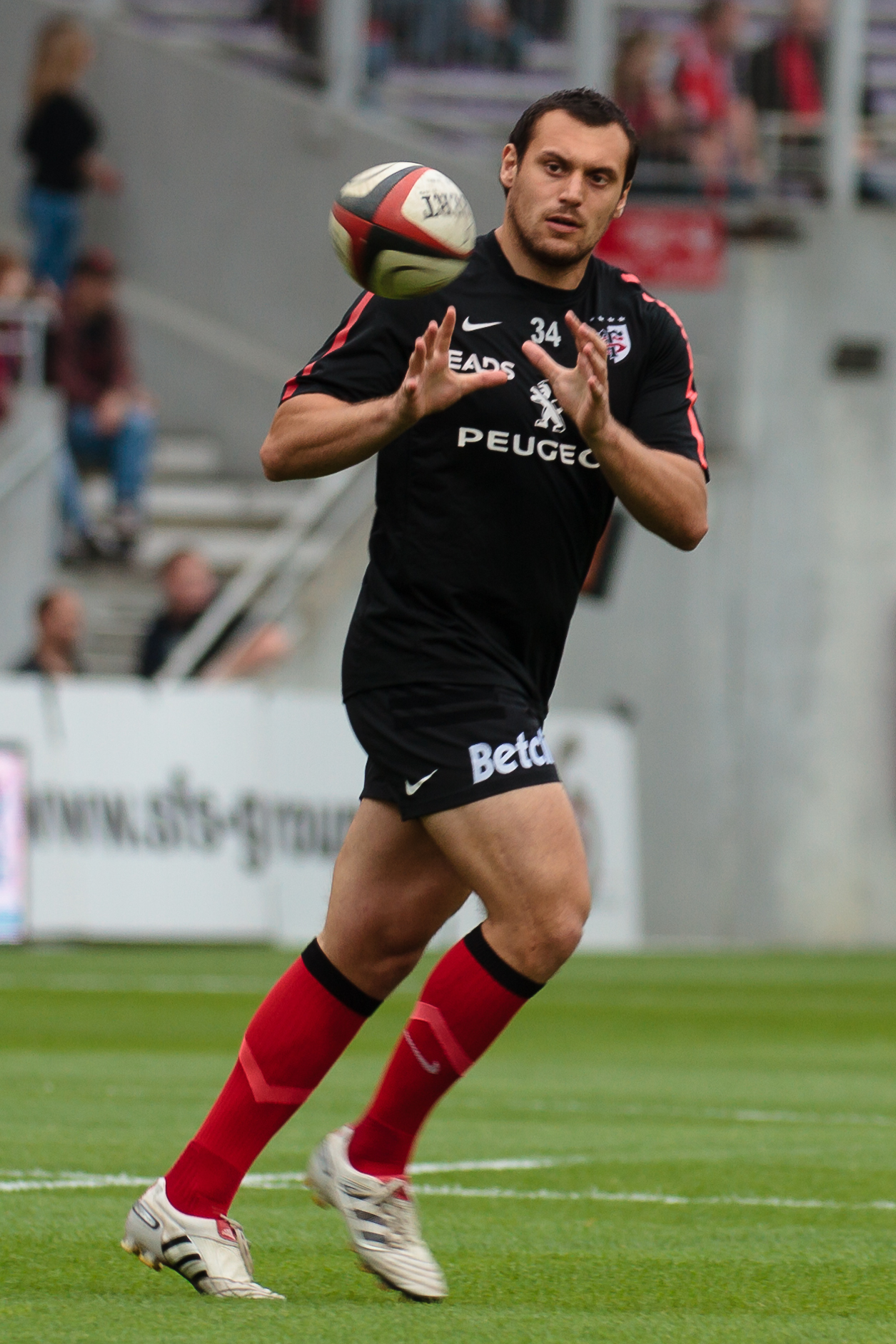
Lionel Beauxis
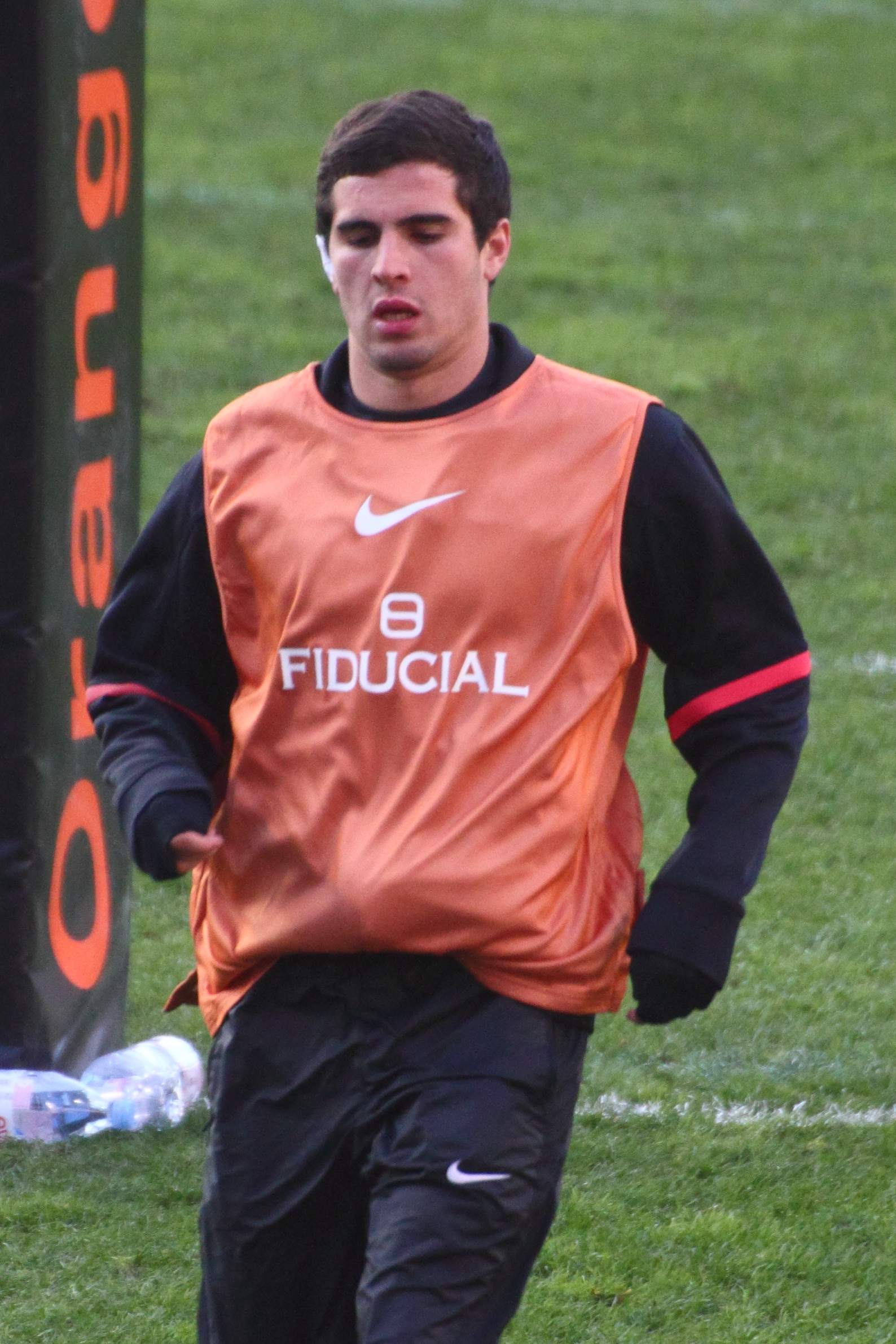
Sébastien Bézy

| Rang | Joueur             | Poste               | Points | Essais | Transf. | Pén. | Drops |
| ---- | ------------------ | ------------------- | ------ | ------ | ------- | ---- | ----- |
| 1    | Luke McAlister     | Demi d'ouverture    | 222    | 3      | 33      | 47   | 0     |
| 2    | Lionel Beauxis     | Demi d'ouverture    | 164    | 0      | 22      | 38   | 2     |
| 3    | Sébastien Bézy     | Demi d'ouverture    | 17     | 0      | 1       | 4    | 1     |
| 4    | Jean-Marc Doussain | Demi de mêlée       | 13     | 1      | 1       | 2    | 0     |
| 5    | Florian Fritz      | Trois-quarts centre | 8      | 1      | 0       | 1    | 0     |

### Meilleur marqueur

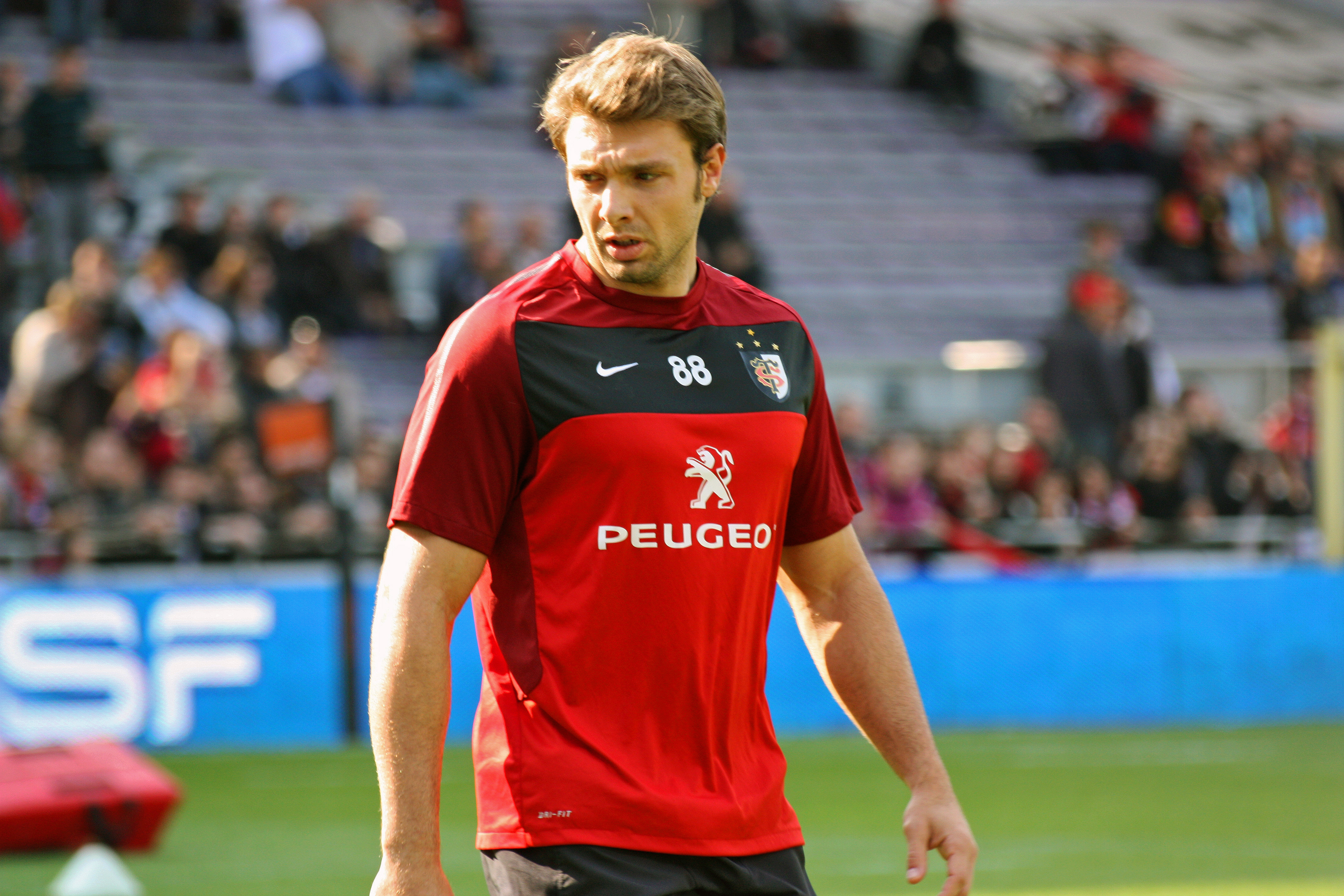
Vincent Clerc
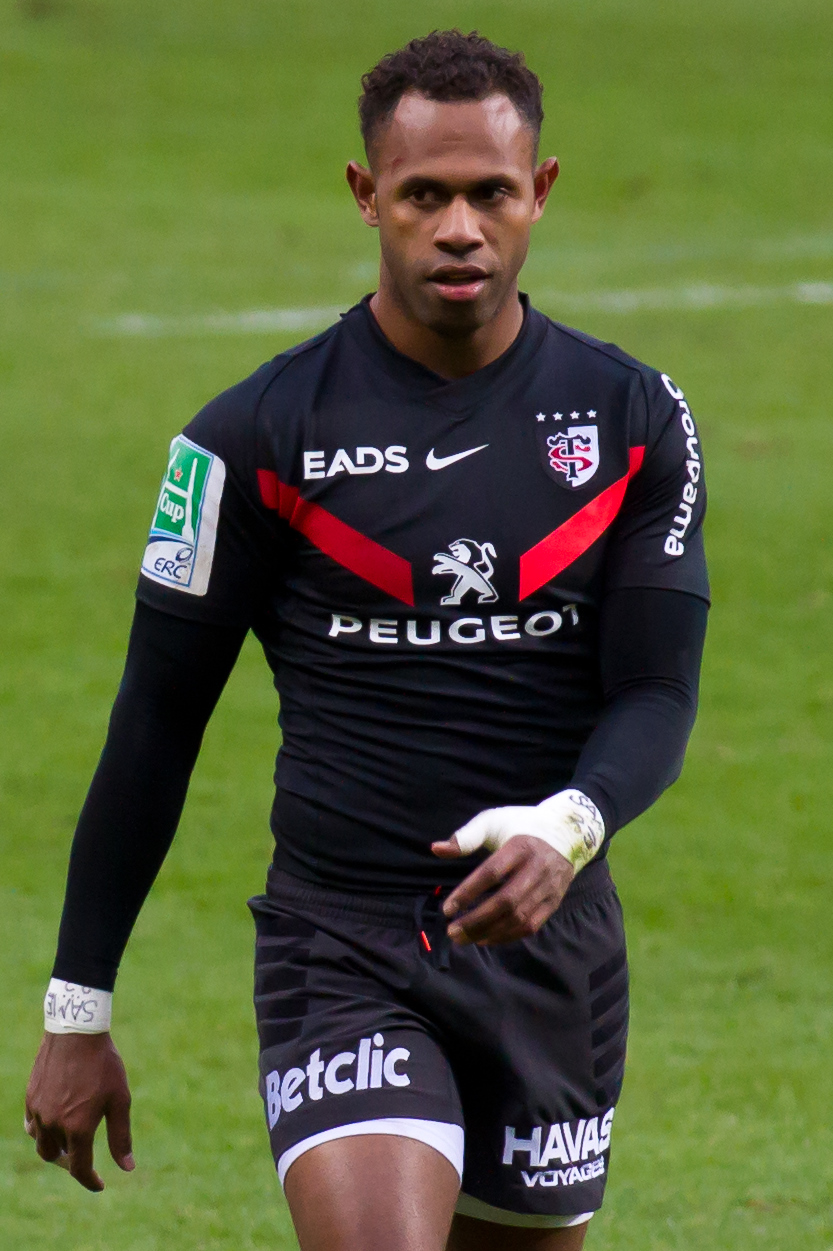
Timoci Matanavou
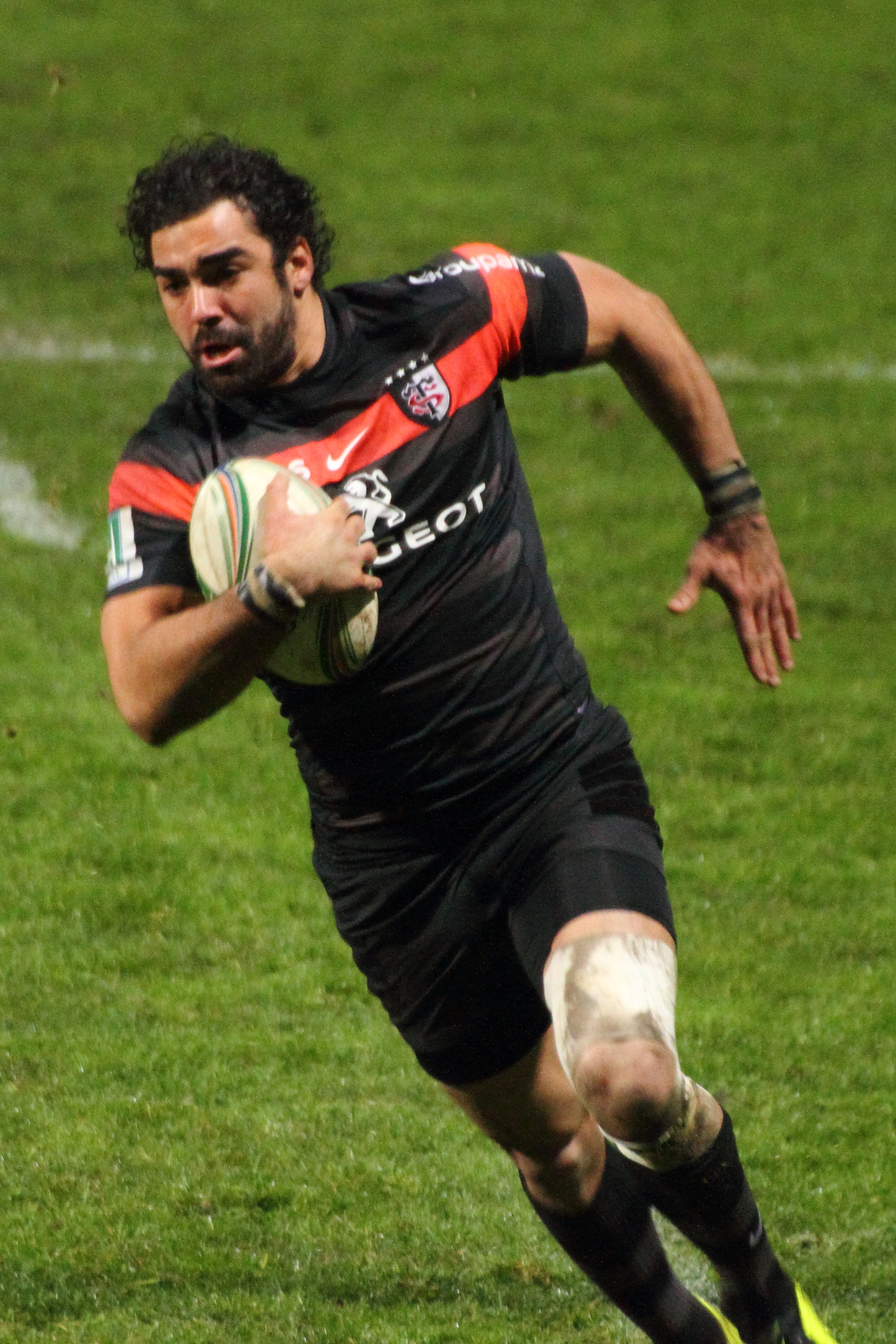
Yoann Huget
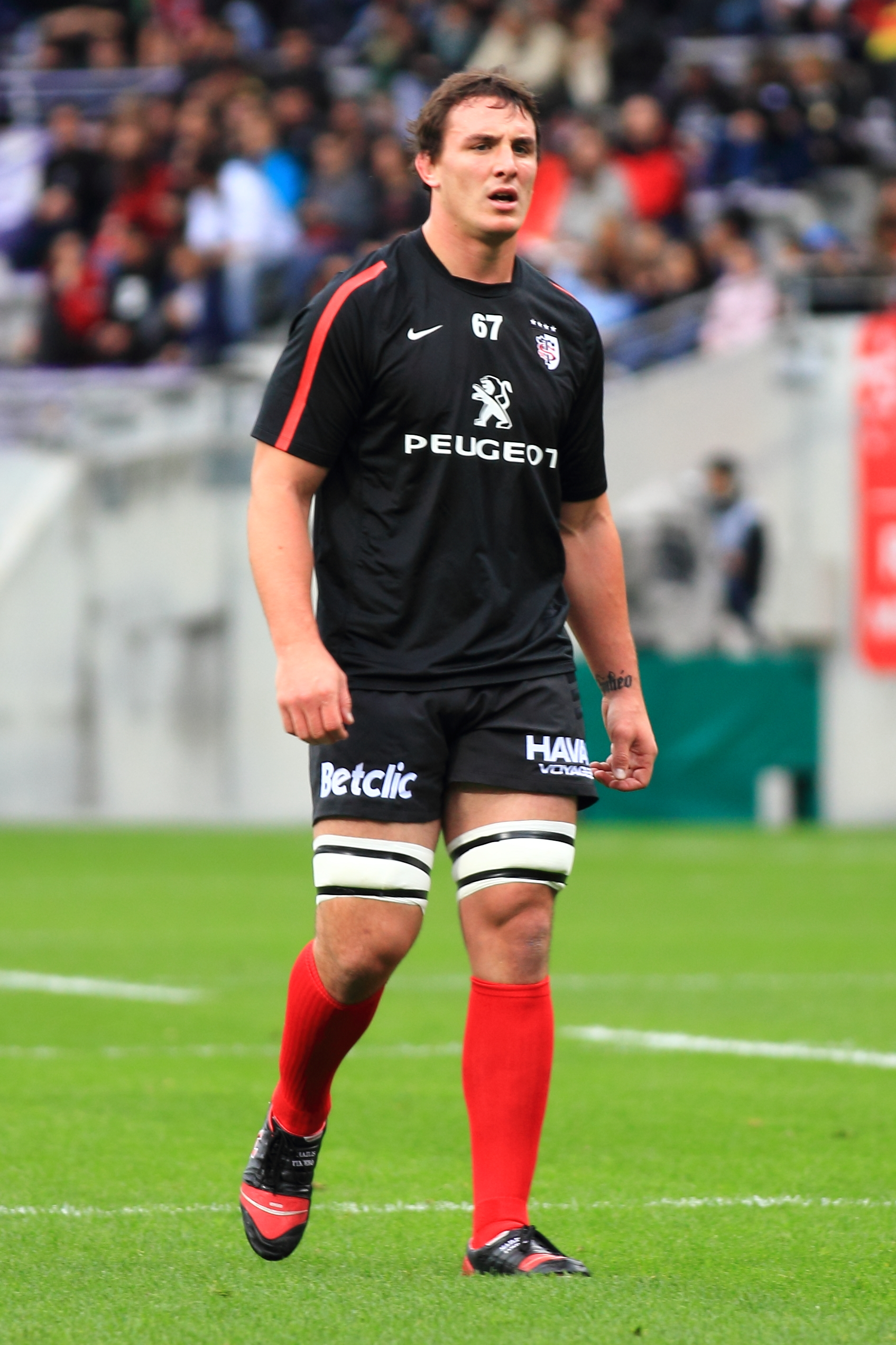
Louis Picamoles
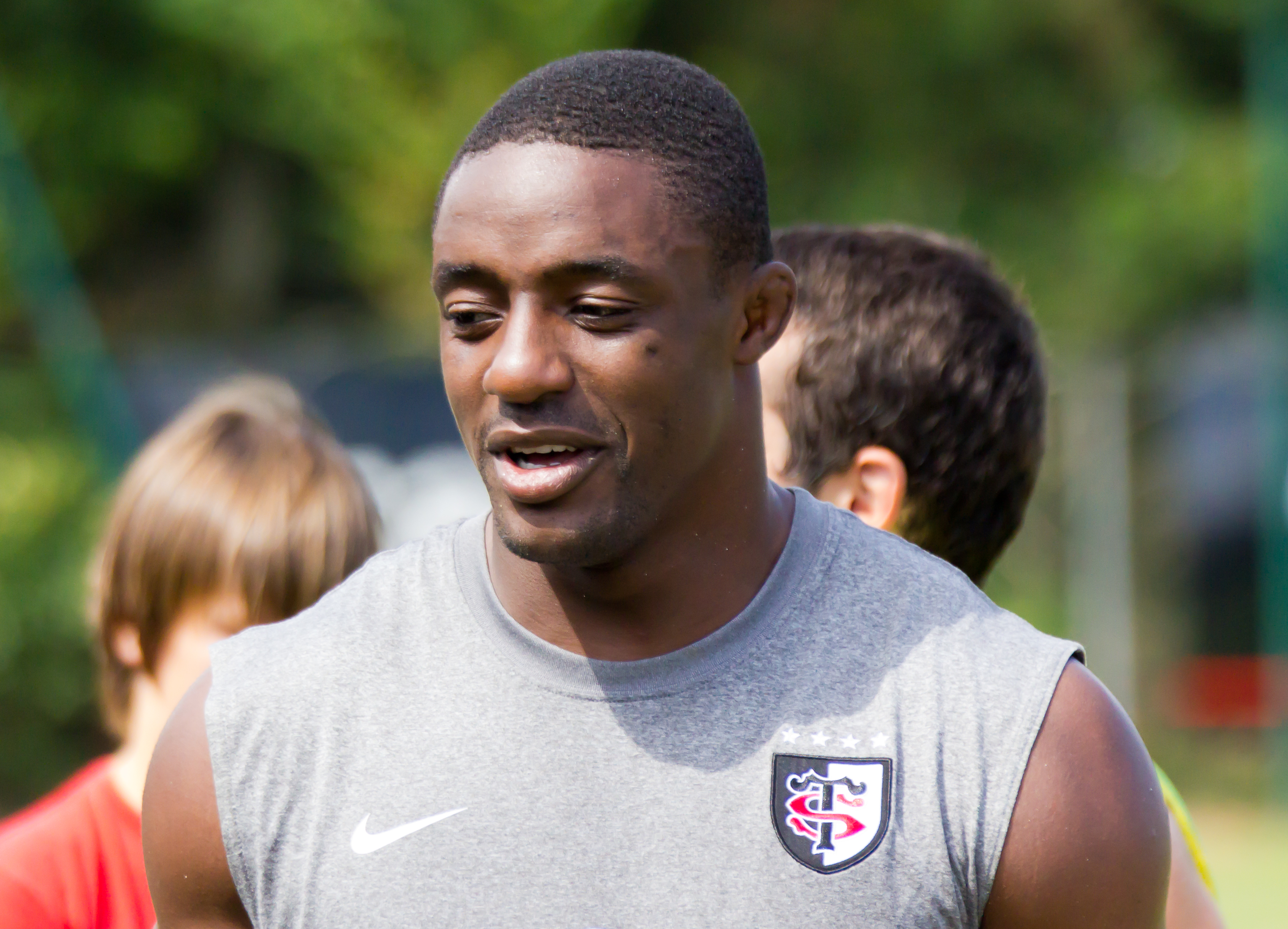
Yannick Nyanga
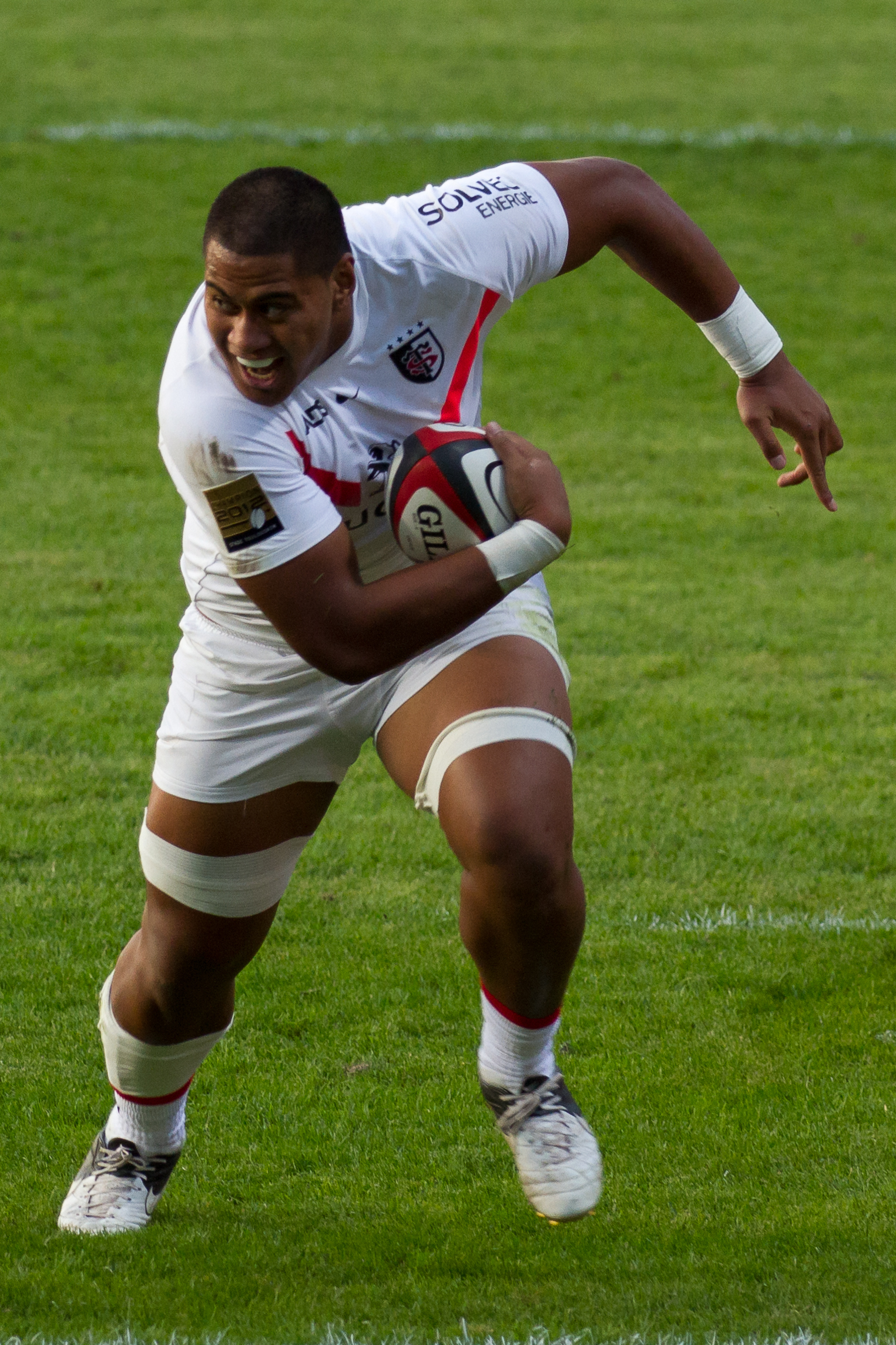
Edwin Maka

| Rang | Joueur             | Poste                  | Essais |
| ---- | ------------------ | ---------------------- | ------ |
| 1    | Vincent Clerc      | Ailier                 | 9      |
| 2    | Timoci Matanavu    | Ailier                 | 8      |
| 3    | Yoann Huget        | Ailier                 | 6      |
| -    | Louis Picamoles    | Troisième ligne centre | 6      |
| 5    | Gaël Fickou        | Trois-quarts centre    | 5      |
| 6    | Luke McAlister     | Demi d'ouverture       | 3      |
| -    | Edwin Maka         | Troisième ligne aile   | 3      |
| -    | Maxime Médard      | Ailier/Arrière         | 3      |
| -    | Yannick Nyanga     | Troisième ligne aile   | 3      |
| 10   | Gillian Galan      | Troisième ligne centre | 2      |
| -    | William Servat     | Talonneur              | 2      |
| -    | Thierry Dusautoir  | Troisième ligne aile   | 2      |
| -    | Jean Bouilhou      | Troisième ligne aile   | 2      |
| 14   | Jean-Baptiste Poux | Pilier                 | 1      |
| -    | Virgile Lacombe    | Talonneur              | 1      |
| -    | Gary Botha         | Talonneur              | 1      |
| -    | Yoann Maestri      | Deuxième ligne         | 1      |
| -    | Yann David         | Trois-quarts centre    | 1      |
| -    | Luke Burgess       | Demi de mêlée          | 1      |
| -    | Yannick Jauzion    | Trois-quarts centre    | 1      |
| -    | Jean-Marc Doussain | Demi de mêlée          | 1      |
| -    | Yves Donguy        | Ailier                 | 1      |
| -    | Jaba Bregvadze     | Talonneur              | 1      |
| -    | Florian Fritz      | Trois-quarts centre    | 1      |
| -    | Grégory Lamboley   | Troisième ligne aile   | 1      |
| -    | Census Johnston    | Pilier                 | 1      |

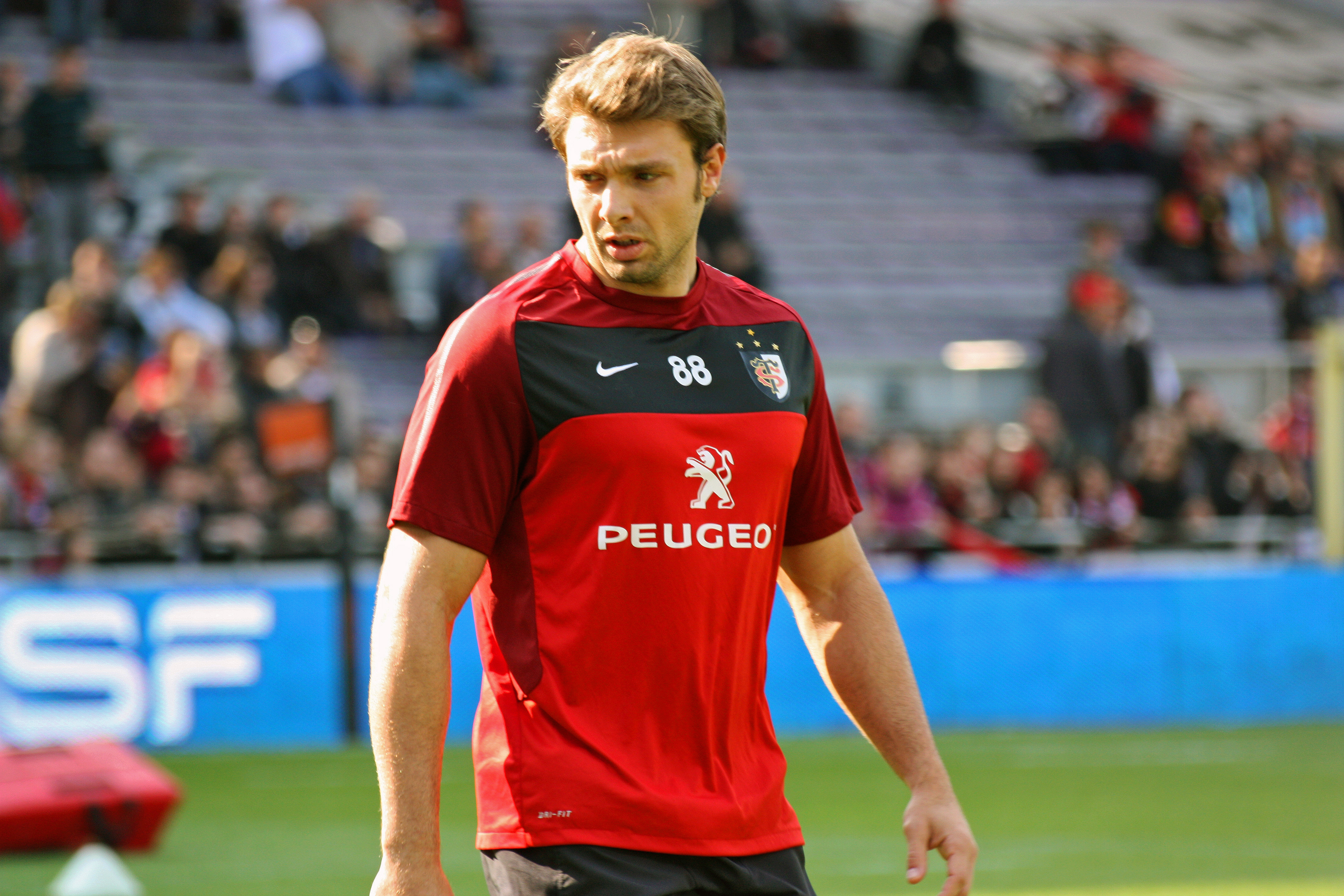
Vincent Clerc
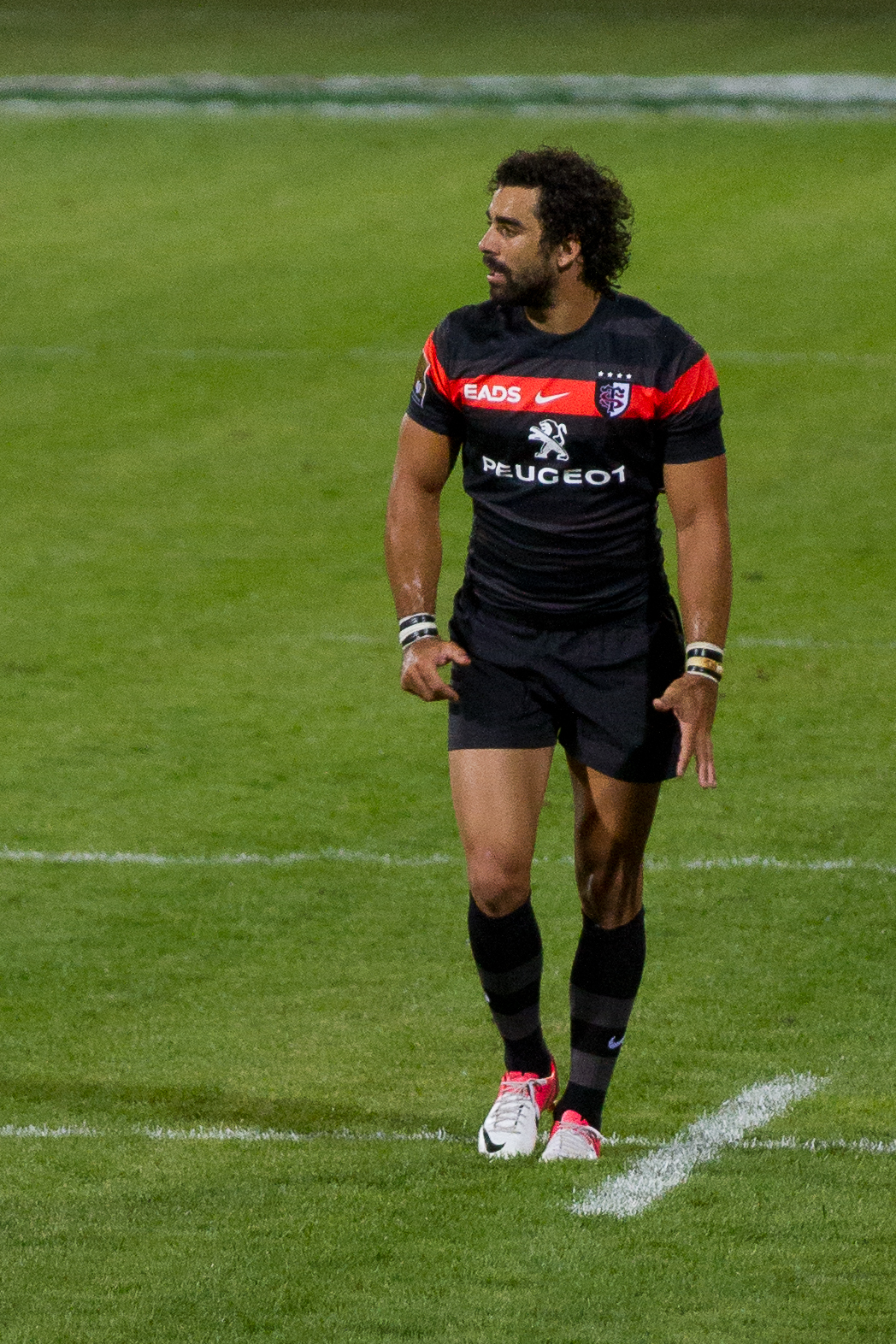
Yoann Huget
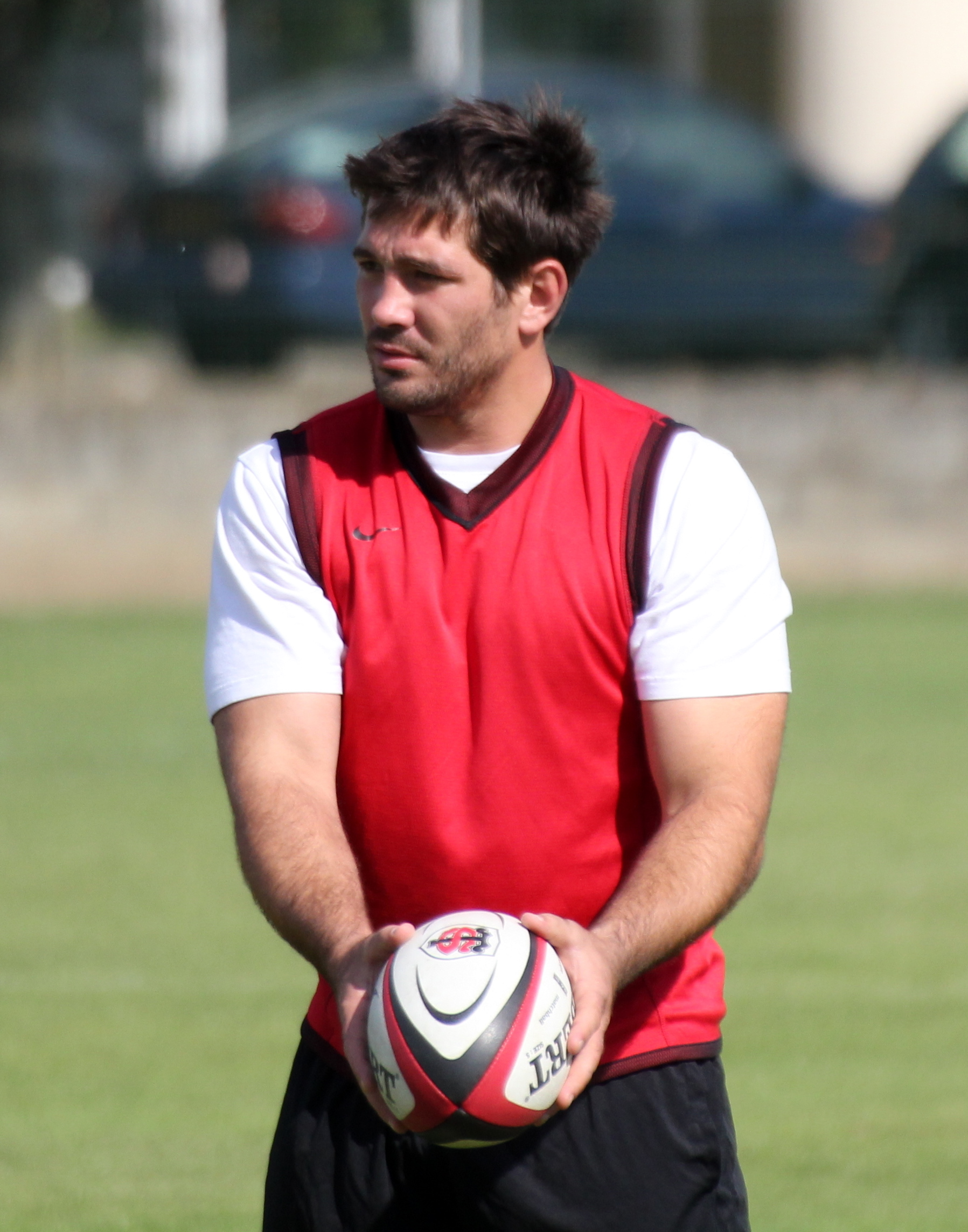
Florian Fritz

Meilleur réalisateur : Luke McAlister (222 points)

Meilleur marqueur : Vincent Clerc (9 essais)

Joueur le plus utilisé : Clément Poitrenaud (1685 minutes, 23 matches dont 21 en tant que titulaire)

## Statistiques H-Cup

### Meilleur réalisateur

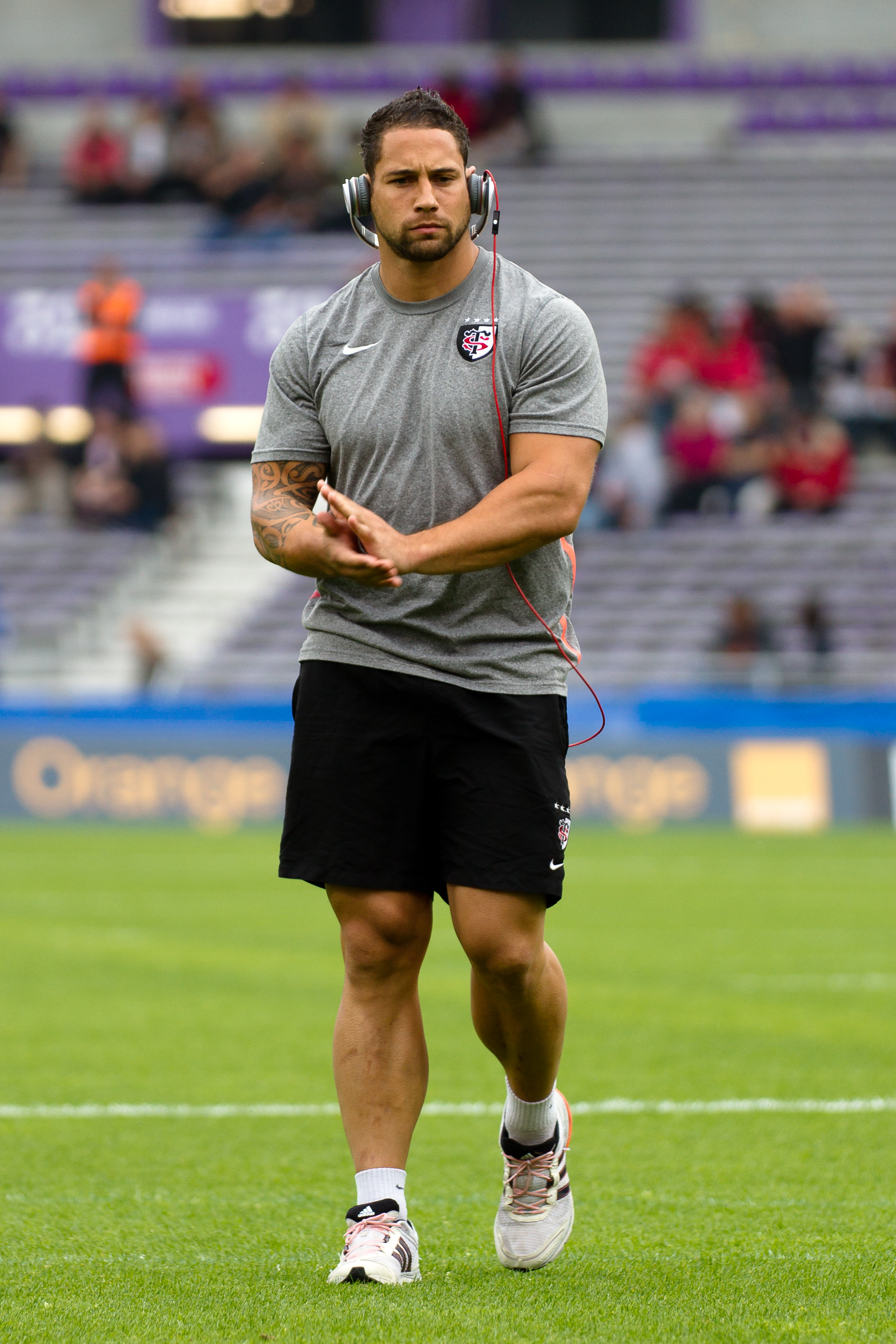
Luke McAlister
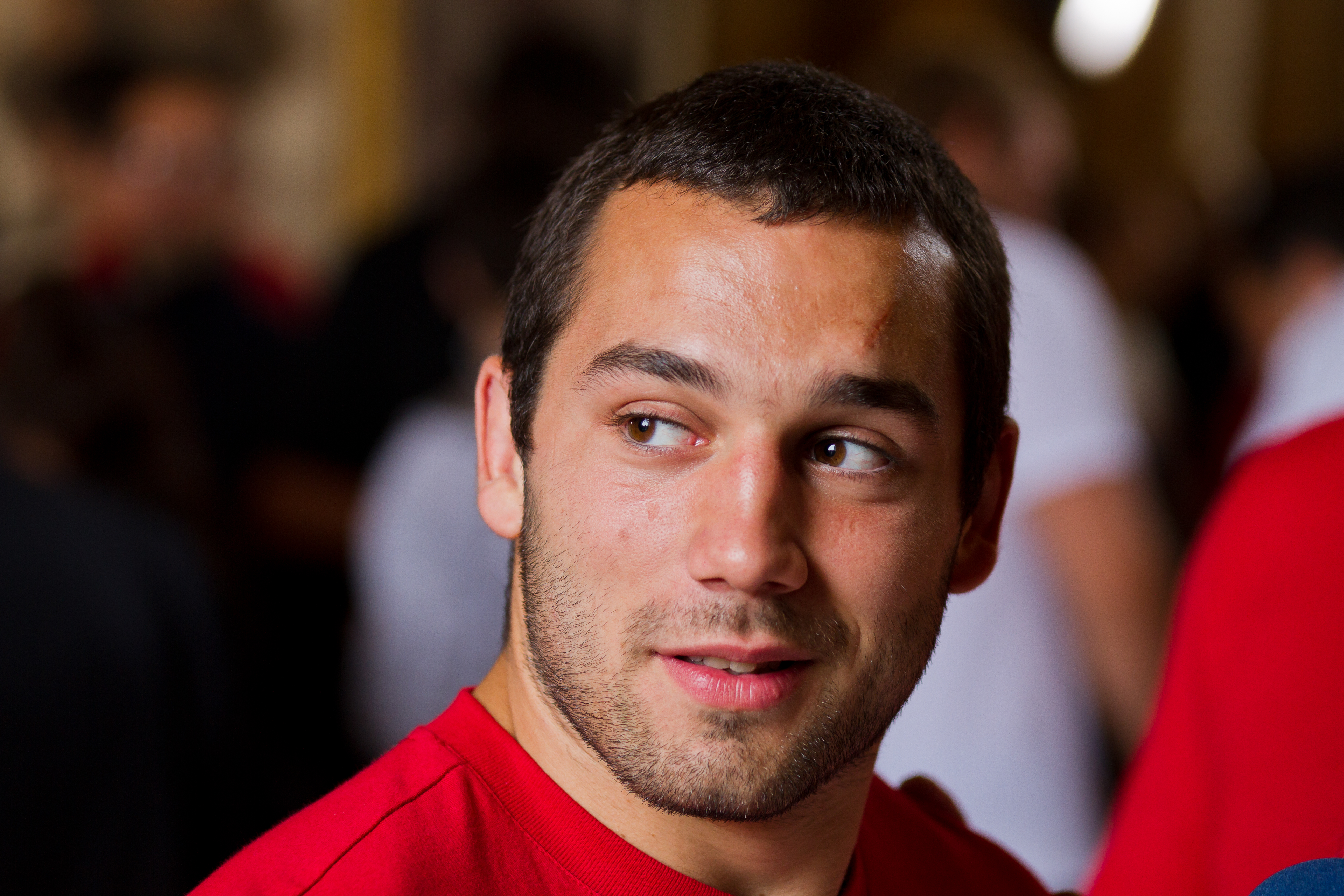
Jean-Marc Doussain

| Rang | Joueur             | Poste            | Points | Essais | Transf. | Pén. | Drops |
| ---- | ------------------ | ---------------- | ------ | ------ | ------- | ---- | ----- |
| 1    | Luke McAlister     | Demi d'ouverture | 48     | 0      | 9       | 10   | 0     |
| 2    | Jean-Marc Doussain | Demi de mêlée    | 9      | 0      | 0       | 2    | 1     |

### Meilleur marqueur
- Vincent Clerc
- Yoann Huget
- Florian Fritz

| Rang | Joueur            | Poste                  | Essais |
| ---- | ----------------- | ---------------------- | ------ |
| 1    | Vincent Clerc     | Ailier                 | 3      |
| -    | Yoann Huget       | Ailier                 | 3      |
| 3    | Florian Fritz     | Centre                 | 2      |
| 4    | Gaël Fickou       | Centre                 | 1      |
| -    | Louis Picamoles   | Troisième ligne centre | 1      |
| -    | Yannick Nyanga    | Troisième ligne aile   | 1      |
| -    | Census Johnston   | Pilier                 | 1      |
| -    | Gary Botha        | Talonneur              | 1      |
| -    | Patricio Albacete | Deuxième ligne         | 1      |

Meilleur réalisateur : Luke McAlister (48 points)

Meilleur marqueur : Vincent Clerc et Yoann Huget (3 essais)

Joueur le plus utilisé : Vincent Clerc (480 minutes, 6 matches dont 6 en tant que titulaire)

## Statistiques Amlin Cup

### Meilleur réalisateur
- Lionel Beauxis

| Rang | Joueur         | Poste            | Points | Essais | Transf. | Pén. | Drops |
| ---- | -------------- | ---------------- | ------ | ------ | ------- | ---- | ----- |
| 1    | Lionel Beauxis | Demi d'ouverture | 14     | 0      | 1       | 4    | 0     |

### Meilleur marqueur
- Edwin Maka

| Rang | Joueur     | Poste          | Essais |
| ---- | ---------- | -------------- | ------ |
| 1    | Edwin Maka | Deuxième ligne | 1      |

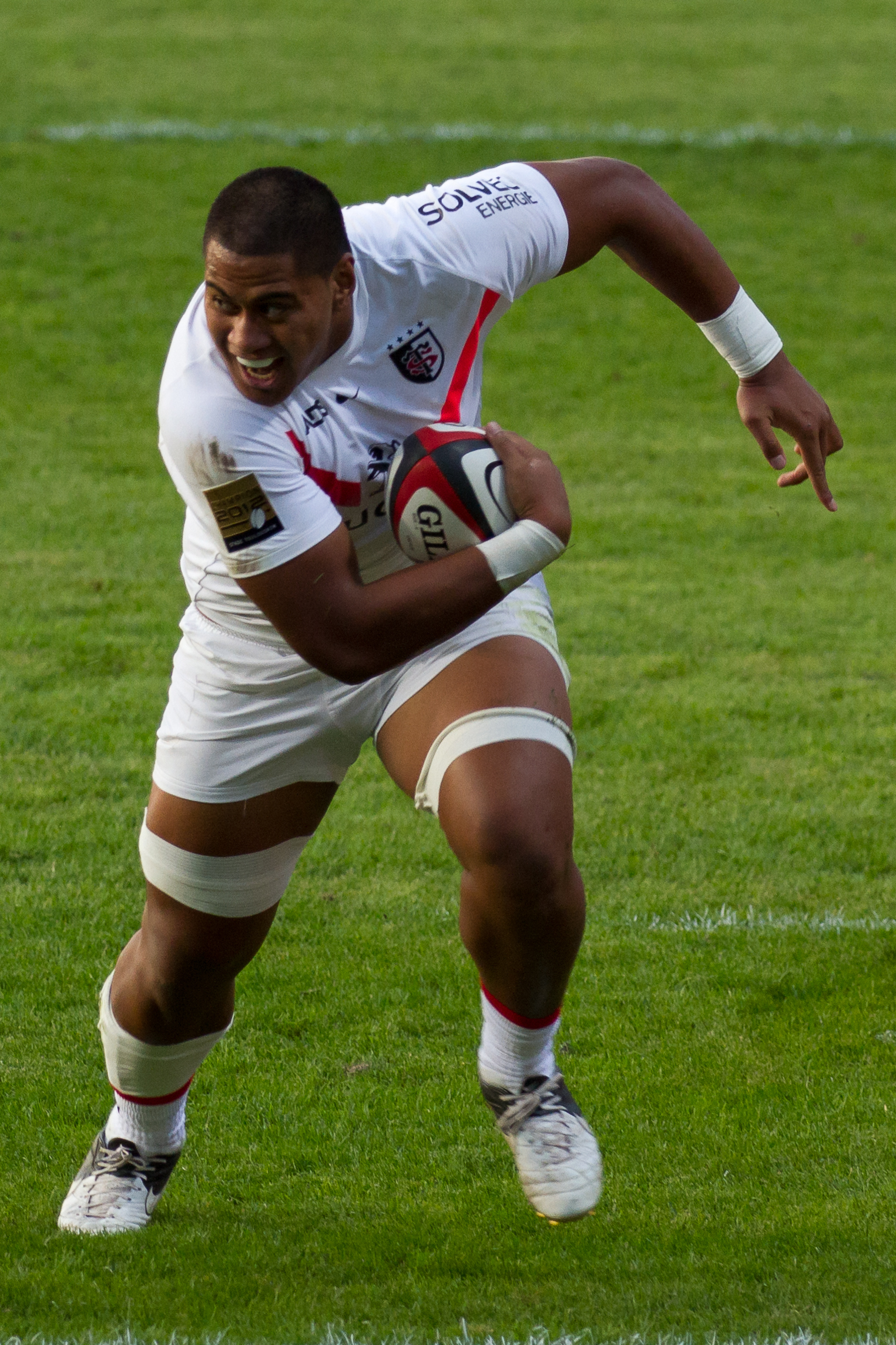
Edwin Maka

Meilleur réalisateur : Lionel Beauxis (14 points)

Meilleur marqueur : Edwin Maka (1 essai)

Joueur le plus utilisé : Edwin Maka, Gillian Galan, Grégory Lamboley, Lionel Beauxis, Yves Donguy, Gaël Fickou et Maxime Médard (80 minutes, 1 match dont 1 en tant que titulaire)

## Sélections internationales

### Rugby Championship
Argentine :
- Patricio Albacete (6 caps, toutes en tant que titulaire, 0 pts)
- Nicolas Vergallo (5 caps, dont 3 en tant que titulaire, 0 pts)

### Tests de fin d'année
Afrique du Sud :
- Gurthrö Steenkamp (2 caps, toutes en tant que titulaire, 0 pts)

Argentine :
- Patricio Albacete - Blessé avant le début des Tests, remplacé par Tomás Vallejos (Scarlets)
- Nicolas Vergallo (2 caps, toutes en tant que remplaçant, 0 pts)

Barbarians français :
- Jean Bouilhou (1 sélection en tant que titulaire, 0 pts) - Première sélection avec les Barbarians
- Jean-Marc Doussain (1 sélection en tant que titulaire, 0 pts) - Première sélection avec les Barbarians
- Yannick Jauzion (1 sélection en tant que titulaire, 0 pts) - Première sélection depuis le 7 novembre 2000 contre la Nouvelle-Zélande A
- Yohan Montès (1 sélection en tant que remplaçant, 0 pts) - Première sélection depuis le 22 mars 2009 contre le XV des Présidents
- Jean-Baptiste Poux (1 sélection en tant que titulaire, 0 pts) - Première sélection depuis le 26 novembre 2010 contre les Tonga
- William Servat (1 sélection en tant que titulaire, 0 pts) - Capitaine

Fidji :
- Timoci Matanavou (1 match non cappé en tant que titulaire, 5 pts, 1 cap en tant que remplaçant, 0 pts) - Première cap en rugby à XV

France :
- Vincent Clerc (3 caps, toutes en tant que titulaire, 10 pts) - Avec ses deux essais supplémentaires pour 34 inscrits depuis le début de sa carrière, Clerc prend seul la deuxième place du classement des meilleurs marqueurs français de tous les temps derrière Serge Blanco (38) et devant Philippe Saint-André (32)
- Jean-Marc Doussain - Non retenu pour les Tests
- Thierry Dusautoir - Blessé avant le début des Tests, remplacé par Yannick Nyanga
- Gaël Fickou - Non retenu pour les Tests
- Florian Fritz (3 caps, toutes en tant que titulaire, 0 pts)
- Yoann Huget (3 caps, toutes en tant que remplaçant, 0 pts)
- Yoann Maestri (2 caps, toutes en tant que titulaire, 0 pts)
- Yannick Nyanga (3 caps, toutes en tant que titulaire, 5 pts) - Premières sélections depuis la Coupe du Monde 2007
- Louis Picamoles (3 caps, toutes en tant que titulaire, 5 pts)
- Christopher Tolofua - Suspendu avant le début des Tests, remplacé par Guilhem Guirado (USAP)

Samoa :
- Census Johnston (3 caps, toutes en tant que titulaire, 0 pts)

### Tournoi des Six Nations
France :
- Vincent Clerc (3 caps, toutes en tant que titulaire, 0 pts) - Blessé avant le début du Tournoi, initialement remplacé par Hugo Bonneval (Stade français Paris)
- Thierry Dusautoir (5 caps, toutes en tant que titulaire, 0 pts) - Nommé capitaine à la suite de la blessure de Pascal Papé
- Gaël Fickou (1 cap en tant que remplaçant, 0 pts) - Blessé avant le début du Tournoi, remplacé par Adrien Planté (USAP) puis rappelé à la suite du forfait de Florian Fritz - Première cap en équipe de France
- Florian Fritz (4 caps, dont 2 en tant que titulaire, 0 pts) - Blessé en fin de tournoi, remplacé par Gaël Fickou
- Yoann Huget (5 caps, toutes en tant que titulaire, 0 pts)
- Yoann Maestri (5 caps, toutes en tant que titulaire, 0 pts)
- Yannick Nyanga (3 caps, dont 2 en tant que titulaire, 0 pts)
- Louis Picamoles (5 caps, toutes en tant que titulaire, 10 pts)
- Maxime Médard (2 caps, toutes en tant que titulaire, 5 pts) - Remplaçant de Brice Dulin (Castres olympique), blessé avant le Tournoi

### Qualifications pour la coupe du monde
Géorgie :
- Vasil Kakovin
- Jaba Bregvadze

### Tests d'été
France :
- Yoann Maestri (3 caps, dont 3 en tant que titulaire, 0 pts)
- Thierry Dusautoir (3 caps, dont 3 en tant que titulaire, 0 pts) - Capitaine
- Louis Picamoles (2 caps, dont 2 en tant que titulaire, 0 pts) - Blessé à la fin des tests
- Yannick Nyanga (2 caps, dont 2 en tant que remplaçant, 0 pts)
- Jean-Marc Doussain (2 caps, dont 1 en tant que titulaire, 6 pts)
- Florian Fritz (3 caps, dont 3 en tant que titulaire, 3 pts)
- Gaël Fickou
- Maxime Médard (2 caps, dont 2 en tant que titulaire, 0 pts)
- Yoann Huget (3 caps, dont 3 en tant que titulaire, 0 pts)

NB : le match du XV de France face aux Blues ne compte pas comme un match international.
Samoa :
- Census Johnston

Géorgie
- Vasil Kakovin
- Jaba Bregvadze

## Récompenses individuelles
- Nuit du rugby :
  - Meilleure révélation : Gaël Fickou